# Шухевич Роман Осипович
Рома́н Шухе́вич (псевдо: «Білий», «Дзвін», «Роман Лозовський», «Степан», «Чернець», «Чух», «Тур», «Тарас Чупринка»; 30 червня 1907, м. Львів, Королівство Галичини та Володимирії, Австро-Угорщина — 5 березня 1950, с. Білогорща, Українська РСР, СРСР, нині у складі м. Львова, Україна) — український політичний, громадський, державний і військовий діяч. Член галицького крайового проводу Організації українських націоналістів. Активний діяч ОУН. Один з організаторів замаху на Станіслава Собінського та Еміліяна Чеховського. Учасник боїв на Красному полі на стороні Карпатської Січі. Командир з боку українців українського військового підрозділу «Нахтігаль» у складі іноземних легіонів Вермахту (1941–1942). Генерал-хорунжий, головнокомандувач Української повстанської армії (1943—1950), голова Секретаріату Української головної визвольної ради (1943–1950). Борець за незалежність України у XX сторіччі. Батько Юрія-Богдана Шухевича, старший брат Юрія Шухевича.
2007 року Романові Шухевичу посмертно присвоєне звання Герой України з удостоєнням ордена Держави (Указ Президента України про присвоєння звання скасований у судовому порядку). Посмертно іменований найвищим почесним пластовим ступенем гетьманського скоба (1950).
Петро Дужий, ідеолог ОУН, писав про Шухевича: «Боротьба за волю українського народу, за його суверенне державне існування і розквіт стала змістом життя Романа Шухевича — людини виняткового гарту».
Своє історичне призначення на вищих посадах в українському визвольно-революційному русі доби Другої світової війни Роман Шухевич бачив у тому, щоб сконсолідувати сили ОУН, розхитані нацистськими репресіями, усунути розбіжності та кризу в Проводі ОУН, яка виникла на початку 1943 року, підтримати ініціативу Крайового проводу ОУН на ПЗУЗ щодо створення Української Повстанської Армії та перетворити її в інструмент боротьби за Українську самостійну соборну державу.
Шухевич, усвідомлюючи необхідність демократизації деяких організаційних та ідеологічних засад діяльності ОУН, зорієнтував Організацію на створення всеукраїнського політичного представництва у формі УГВР. Завдяки цьому український визвольно-революційний рух, спочатку репрезентований лише ОУН, з літа 1944 року набув загальноукраїнського значення, позбавився монопартійних впливів і почав просуватися на схід.

## Життєпис

### Дитинство: 1907—1917

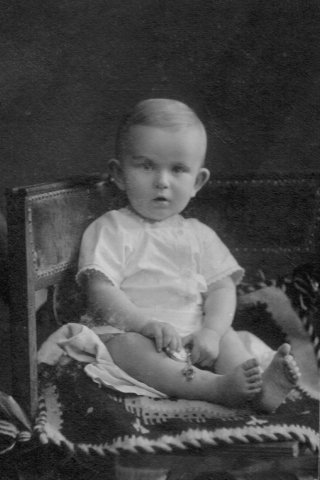
Світлина з дитячих років, 1908

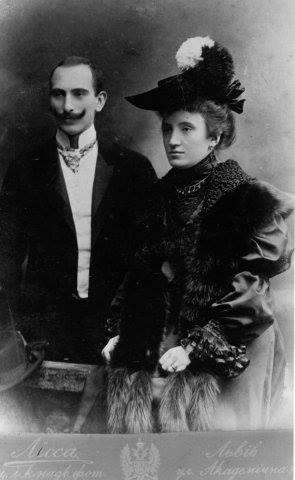
Батьки Романа Шухевича : Осип та Євгенія

Народився Роман Шухевич у місті Львові, на вулиці Собіщизни, будинок № 7 (сучасна вулиця Довбуша, будинок № 2, квартира належала його діду, Володимиру Шухевичу та бабусі Герміні) 30 червня 1907 року. Батьки — Осип-Зиновій Шухевич та Євгенія Шухевич (до шлюбу Стоцька). Шухевичі належали до тих галицьких священницьких родів, які протягом XIX століття сприяли українському національному відродженню. З роду Шухевичів вийшла когорта політичних, культурно-громадських та військових діячів, що формували модерну українську націю та боролися за її державність.
Дитинство Шухевича минуло у містечку Краківці на Львівщині, де його батько працював у повітовому суді. 1914 року його родина переїхала до Камінки-Струмілової (тепер місто Кам'янка-Бузька), де Осип Шухевич обіймав посаду судді. Тут Роман Шухевич закінчив початкову школу.

### Навчання у гімназії: 1917—1925
Продовжив навчання у Львові у філії Академічної гімназії. У 1917—1925 роках молодий Шухевич мешкав під опікою Герміни Шухевич на вулиці Собіщини, № 7. Завдяки творам народного мистецтва, які зібрав його дід Володимир, у будинку панував дух патріотизму.
Оселившись у Львові, Роман став свідком подій, пов'язаних з утворенням 1 листопада 1918 року 3ахідноукраїнської Народної Республіки (ЗУНР) та героїчною боротьбою Української галицької армії (УГА) з польськими військами. У цей час його батько обіймав посаду повітового політичного комісара ЗУНР у Кам'янці-Струмиловій, a його стрийко C. Шухевич став до лав вояків УГА.

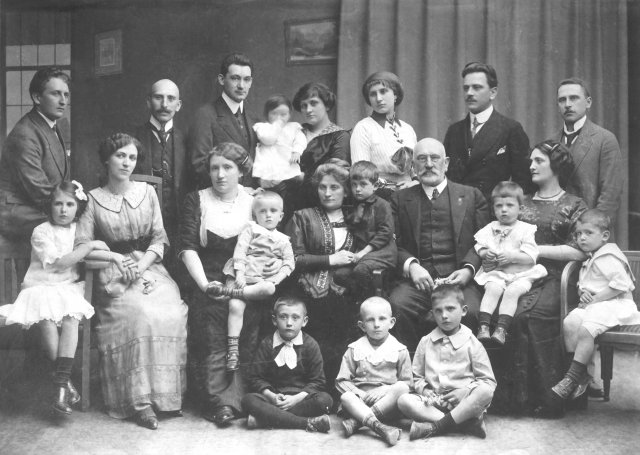
Рідня і свояки Романа Шухевича. Стоять (зліва направо): Тарас Шухевич, Осип-Зиновій Шухевич — батько Романа, Володимир Старосольський, Уляна Старосольська, Одарка Старосольська, Ірина Шухевич, Володимир Шухевич, Теодор Рожанковський. Сидять (зліва направо): Осипа Рожанковська, Ольга Шухевич, мати Романа — Євгенія Шухевич з братиком Юрком Шухевичем, бабуня Романа — Герміна Шухевич з Ігорем Старосольським, дід Романа — сеньйор Володимир Шухевич, Ірина Рожанковська з синами Степаном та Ярославом. Перший ряд (сидять): Юрій Старосольський, Роман Шухевич, Володимир Рожанковський.

У роки навчання

Родинні військово-патріотичні традиції, прищеплені юнакові батьком Осипом та дядьком Степаном, зміцнив полковник Євген Коновалець — командант УВО, який у 1921—1922 роках разом із колишнім старшиною УГА Степаном Шахом деякий час винаймав у Шухевичів кімнату. Гімназист Роман неодноразово розмовляв із полковником та прислухався до його розмов, які мали великий вплив на формування свідомості й характеру майбутнього провідника. Степан Шах згадував: «Ромко Шухевич цінував високо наше товариство і шукав його. Запрошував його до своєї кімнати не раз полковник Євген Коновалець і там вів з ним розмови».
Роман Шухевич добре вчився в гімназії, його річні свідоцтва за 1921—1924 pp. містять переважно відмінні оцінки з основних предметів («дуже добре»). Лише в 1923—1924-му навчальному році він мав з релігії, польської та давньогрецької мови оцінки «добре», а з німецької — «достатню». Юнак також успішно займався музикою та співом, а на початку 1930-х років став студентом заочного курсу музичного інституту ім. М. В. Лисенка по класу фортепіано. Музичний інститут закінчив також його брат Юрій. Разом вони виступали у Львівському оперному театрі, де Юрій співав під акомпанемент Романа. Улюбленими композиторами Шухевича були Ґріґ та Шопен.
Велику увагу Роман Шухевич приділяв спорту. Він добре грав у баскетбол, волейбол і футбол, займався бігом, плаванням, лижним та планерним спортом. На Запорозьких іграх 1923 року у Львові Роман Шухевич зумів поставити рекорди у бігу з перешкодами на 400 м і у плаванні на 100 метрів.

#### Членство в Пласті

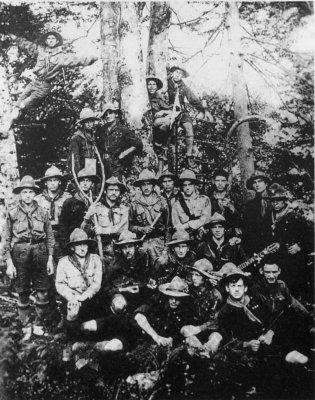
Пластовий табір на схилах гори Сокіл в Карпатах, літо 1926 року

У роки навчання у гімназії та в політехніці Роман Шухевич був активним членом «Пласту» (1-й курінь ім. П. Сагайдачного, 7-й курінь ім. князя Льва, 1-й курінь УСП (Улад старших пластунів) ім. Ф. Черника, 3-й курінь УСП «Лісові Чорти», 10-й курінь УСП «Чорноморці») та різних спортивних товариств. Ще гімназистом він був одним із організаторів пластового гуртка «Ясний тризуб» (1922), а пізніше куреня «Чорноморці» (1927). В одній із облікових пластових карток юнака йому дається така характеристика: «Найліпший з гуртка. Честолюбивий. Войовничий. Енергійний».

### Активне громадське і політичне життя: 1926—1934
Закінчивши філію Академічної Гімназії, юнак восени 1925 р. поступив вільним слухачем на навчання до Львівської політехніки за курсом будівельної архітектури. Цього ж року Роман Шухевич став членом УВО.
Після закінчення гімназії планував вступати до Львівської політехніки, однак, хоч і склав вступні іспити на «дуже добре», не був прийнятий до університету з політичних причин. Тому перший рік Шухевич вчився у Данцигу. Лише у вересні 1926 Шухевич вступив до Львівської політехніки на дорожньо-мостовий відділ. У своїй книзі «Роман Шухевич — командир армії безсмертних» П. Мірчук зазначає, що батькові Романа Шухевича вдалося знайти протекцію професора Львівської політехніки Антона Ломніцького, і за його посередництва Романа прийнято на другий рік студій у Львівській політехніці на відділі будівельної архітектури. У червні 1934 закінчив навчання з дипломом інженера.
У 1926 Крайова Команда УВО доручила Роману Шухевичу виконати замах на польського шкільного куратора у Львові Станіслава Собінського, який здійснював жорстоку антиукраїнську політику в галузі шкільництва. 19 жовтня 1926 19-річний Шухевич разом із Богданом Підгайним виконав поставлене завдання. Постріл здійснив Богдан Підгайний, у Романа Шухевича револьвер дав осічку. Доручення виконати атентат для молодого члена організації не було взагалі типовим для УВО, в складі якої переважали колишні українські вояки. Але, як згадував Б. Підгайний, до цієї справи були покликані добровольці і «Роман зголосився одним з перших».
Звичайно, сам Р. Шухевич важко пережив подальший перебіг подій, пов'язаних з убивством С. Собінського; у цьому атентаті було звинувачено інших членів УВО, В. Атаманчука та І. Вербицького, котрих польський суд засудив до страти. Обидва учасники вбивства польського урядовця були готові заявити про свою причетність до цього терористичного акту, але Крайова команда УВО заборонила їм такий крок.
За словами згадуваного вже Б. Підгайного, «атентат на куратора Собінського був остаточною пробою для Романа». На думку Анатолія Кентія та Володимира Лозицького, участь у цій акції мала вирішальний вплив на подальшу його долю як активного учасника українського визвольного руху. «Від цього часу життя Романа стало ходінням „по лезу“, балансуванням на межі екзистенції та смерті».

#### Військова служба
У 1928–1929 Роман Шухевич відбував військову службу в польській армії. Він — студент, тому був зарахований спочатку до артилерійської частини у Володимир-Волинському, потім — до підстаршинської школи, так зв. «підхорунжівки», яку успішно закінчив. Через донос до поліції про приналежність Романа Шухевича до таємної української організації був позбавлений права однорічної служби у війську і скерований простим вояком до однієї з гарматних частин. Військову службу продовжив рядовим гарматником в артилерійській частині на Волині.
Після завершення військової служби Р. Шухевич виїхав до Данціґа. Тут продовжив студії в місцевій Політехніці, взяв участь в одному з військових вишколів УВО, яка мала в тому місті свою організаційну станицю.

#### Діяльність в ОУН

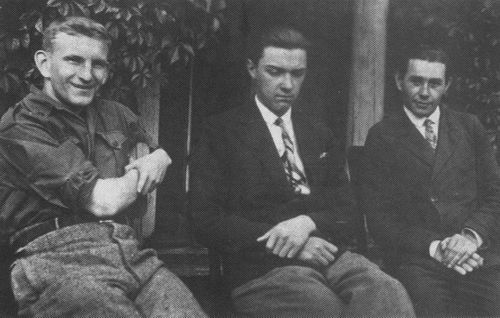
Роман Шухевич, Юрій Березинський і невідомий на Волині. 1930 рік

2 лютого 1929 у Відні була створена Організація Українських Націоналістів. У 1930–1934 рр. Шухевича (псевдо «Дзвін») було призначено бойовим референтом Крайової Екзекутиви ОУН. У 1930 він був одним із керівників масових актів непокори — Саботажної акції, що охопила цілу Галичину. Польський уряд у паніці застосував тотальну пацифікацію, що посилило революціонізацію українського селянства та сприяло поширенню ідей українського націоналізму.
Як бойовий референт КЕ ОУН, Шухевич брав участь в організації низки заходів, спрямованих проти антиукраїнської політики польської влади, зокрема:
- серії експропріаційних актів на польські державні установи, які здійснювалися з метою залучення матеріальних засобів для ведення подальшої національно-визвольної боротьби. Так, 31 липня 1931 року перемишльська бойова п'ятірка ОУН вчинила успішний напад на поштову карету під Бірчею біля Перемишля.[18] Того ж дня подібні напади відбулися під Печеніжином біля Коломиї[19] та в Бориславі на Банк людовий (його зробила дрогобицька бойова п'ятірка)[20]. 8 серпня 1931 року згадана бойова п'ятірка виконала ще один експропріаційний акт на пошту в Трускавці;
- атентату 22 березня 1932 р. на комісара поліції Чеховського за знущання над українськими політв'язнями та катування їх під час допитів;
- нападу на пошту в Городку 30 листопада 1932, під час якого загинув Юрій Березинський, брат дружини Романа Шухевича;
- атентату на радянського консула у Львові як відповіді і знаку протесту проти штучного Голодомору в Україні 1932—1933 року, влаштованого більшовиками. 21 жовтня замах виконав бойовик ОУН Микола Лемик, убивши в консульстві спецуповноваженого НКВД Олексія Майлова;
- атентату на міністра внутрішніх справ Б. Перацького, організатора варварської пацифікації — масового нищення українських культурних і господарських установ та прилюдних катувань українського населення. Атентат виконав 15 червня 1934 р. у Варшаві бойовик ОУН Гриць Мацейко — «Ґонта»[21].

Роман Шухевич («Дзвін») поряд з іншими діячами із середовища Академічного дому (Степан Бандера — «Лис», Степан Ленкавський, Ярослав Стецько — «Карбович», Ярослав Старух, Зенон Коссак, Михайло Колодзінський — «М. Будзяк») долучився до вироблення тактики, яка оформилася в концепцію «перманентної революції». Згідно з нею, український народ в умовах жорстокої окупації зможе здобути собі свободу лише шляхом силового натиску на ворога. Тому ОУН повинна взяти на себе підготування суспільства до всенародного повстання. Відтак ОУН організовує широку пропаганду ідей революції та безкомпромісної боротьби. Метою цієї пропаганди є виховати народ у дусі нестримного бажання здолати свого ворога.
Роман Шухевич брав активну участь у дискусії щодо побудови та організації армії в ОУН. Існували дві діаметрально протилежні точки зору. Згідно з першою, українська армія має формуватися як регулярна на еміграції; згідно з другою, національну армію необхідно творити на західноукраїнських землях, опираючись на власні сили. Цю думку обстоювали «крайовики» — Степан Бандера, Іван Габрусевич, Зенон Коссак, Олекса Гасин, Дмитро Грицай, Василь Сидор та інші, зокрема й Роман Шухевич.
Ще за життя Євгена Коновальця у 1938 р. розглядалася можливість призначення Романа Шухевича крайовим провідником ОУН на ЗУЗ замість Лева Ребета. Але, як згадував М. Ганушевський, «Шух» відмовився від цієї пропозиції і запропонував замість себе Мирослава Тураша (В. Грабовський). Однією з причин відмови, на думку істориків, могло бути бажання Романа Шухевича пройти військовий вишкіл у Німеччині. Вважається, що в 1938 р. він закінчив спеціальні курси у Баварській військовій академії, хоча щодо місця його навчання є інші версії.

### Період ув'язнення: 1934—1937
У червні 1934 р. через убивство Перацького поліція здійснила масові арешти серед членів ОУН. 18 червня арештовано Романа Шухевича і згодом, 6 — 7 липня, заслано до концентраційного табору у Березі Картузькій (зараз місто Береза, Берестейська область, Білорусь) — без достатніх доказів провини. Цей табір славився нелюдськими умовами життя в'язнів. Постійне знущання над арештованими, фізичне й моральне, стало системою і доведене було до тупого садизму. Кожен із них отримував власний номер, який мав носити великий на плечах, а малий — на лівому рамені (наприклад, Дмитро Грицай мав № 44). У таборі Шухевича приписали до групи кочегарів, які взимку носили вугілля та розпалювали печі. Але й тут він очолив націоналістичну організацію самооборони.
На Варшавському процесі над ОУН (18 листопада 1935 — 13 січня 1936) Роман Шухевич виступав у ролі свідка. Усі свідки обстоювали право говорити рідною мовою. За таку поведінку головуючий суддя В. Посемкевич оштрафував їх на 200 злотих, а за привітання: «Слава Україні!» — наказував покинути залу суду та карав однією добою ув'язнення. Тоді ж, на запит свого адвоката, що спонукало його до вступу в ОУН, він відповів: «Це був наказ мого серця»
Хоча на Варшавському процесі група чільних членів ОУН на ЗУЗ на чолі зі Степаном Бандерою була засуджена за вбивство польського міністра внутрішніх справ, проте польська влада не обмежилась цим актом. Було вирішено організувати у Львові окремий процес над крайовим активом ОУН, щоб звинуватити всю організацію у суто терористичній діяльності, у підриві законного порядку на західноукраїнських землях і викликати до неї недовір'я в поміркованих колах української громадськості.

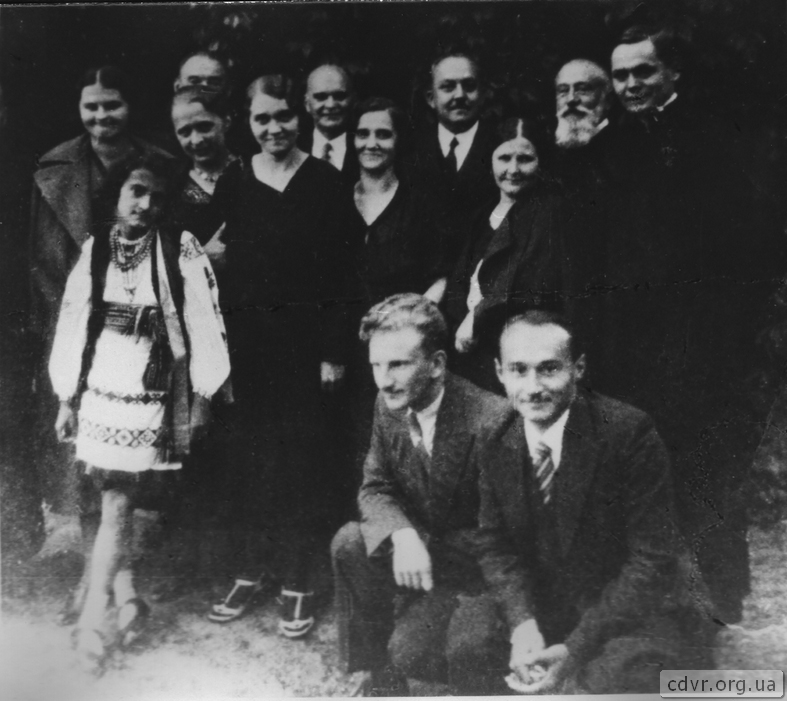
Роман Шухевич з родинами Пачовських та Березинських. 1937 рік

19 січня 1935 Романа Шухевича відправлено на слідство до Львова, де він сидів у тюрмі «Бриґідки» на вул. Городоцькій. На Львівському процесі над ОУН (25 травня — 26 червня 1936) першим в акті обвинувачення стояло прізвище Р. Шухевича — «29 років, випускник політехніки зі Львова». Йому, Р. Мигалю, Є. Качмарському, І. Ярошу, Р. Сенькову, К. Зарицькій, І. Малюці, С. Рачунута, В. Свєнціцькій інкримінувалися намова, допомога або наказ вбити студента Я. Бачинського, директора гімназії І. Бабія, секретаря генконсульства СРСР у Львові А. Майлова, тюремного комісара В. Кособудзького та волинського воєводу Г. Юзефського, а також підкладення вибухового пристрою в друкарні Яськова. Адвокатом Романа Шухевича був його дядько Степан Шухевич.
На допиті «Дзвін» визнав свою приналежність до УВО і ОУН (бо проти нього були деякі свідчення), але підкреслив, що був зв'язаний з цими організаціями «тільки націоналістичним світоглядом». Він заперечував приналежність до Крайової Екзекутиви ОУН, відкидав причетність до підготування атентатів проти В. Кособудзького та А. Майлова.
Вміла поведінка на судовому процесі, фахові дії його адвоката дозволили «Дзвону» уникнути тяжкого покарання. Вердиктом присяжних він був звинувачений лише у приналежності до ОУН і з нього зняли обвинувачення у намовленні Миколи Лемика до вбивства секретаря генерального консульства СРСР у Львові Алєксєя Майлова. За вироком польського суду Р. Шухевича засудили на 4 роки ув'язнення, але згідно з амністією цей термін скоротили до 2-х років.
На підставі проголошеної у 1935 р. урядової амністії він вийшов на волю 27 січня 1937 р., пробувши пів року в концтаборі та два роки у тюрмі.

### Успішний бізнесмен (1937)

Обкладинка книги «Фама — рекламна фірма Романа Шухевича»

Після звільнення у 1937 р. Роман Шухевич проживав із родиною, яка на той час складалася з дружини Наталії та сина Юрія, у Львові на вул. Косинерській, 18 а (сучасна вул. І. Карпинця). Родина перебувала у важкому матеріальному становищі. Очевидно, що попри дві вищі освіти, «політично ненадійний» Роман не міг розраховувати на прийняття на роботу в якомусь перспективному місці. Створена ним у березні 1937 р. фірма (кооператив) «Фама» стала першою українською рекламною компанією в Галичині. Вона мала виконувати подвійне завдання — політичне й фінансово-економічне. Ця фірма стала легальним прикриттям для діяльності ОУН. Дуже скоро були створені осередки «Фами» у багатьох містах Галичини й Волині й навіть поза межами тодішньої Польщі. Працівниками кооперативи були переважно члени ОУН — колишні політв'язні, яким дуже важко було влаштуватися на роботу. Тепер вони отримували легальний заробіток і могли успішно поєднувати працю на фірмі з організаційною діяльністю.
Зважаючи на активний розвиток української кооперації на основі принципу «свій до свого по своє», клієнтура фірмі була забезпечена. Розвиваючи свою діяльність, Шухевич виявив неабияку креативність, організовуючи несподівані рекламні кампанії та створюючи власний оригінальний стиль. Це теж стало запорукою фінансового успіху: Роман Шухевич став успішним бізнесменом.
«Фама» розробляла та розміщувала рекламні оголошення кооператив «Центросоюз», «Маслосоюз» та інших у газетах «Діло», «Новий час». Завдяки вмілому менеджменту, фірма розрослась у розгалужене підприємство і незабаром були зорганізовані й успішно працювали відділи оголошень у пресі, кінорекламі, друкування рекламних буклетів, виготовлення фірмових вивісок та рекламних щитів, рекламного оформлення вітрин (дизайн), організації рекламних виставок і ярмарків, виробництва мінеральної води, виготовлення «адресарія» (книги адрес установ і фірм) та власний транспортний відділ.

### Діяльність у Карпатській Україні: 1938—1939
У жовтні 1938 р. на Закарпатті постала незалежна Карпатськоукраїнська держава. Увагу крайових націоналістів, серед яких були М. Колодзінський, З. Коссак, Р. Шухевич та ін., насамперед привернула парамілітарна організація «Карпатська Січ». Участь в її діяльності мала дати членам ОУН перший бойовий досвід.
Наприкінці грудня 1938 р. Роман Шухевич разом з Іваном Бутковським («Гуцулом») нелегально перейшов польсько-чехословацький кордон і дістався на Різдво 1939 р. до міста Хуст. Тут він разом із провідними членами ОУН створив Генеральний штаб національної оборони Карпатської України. В обов'язки поручника «Бориса Щуки» (тодішнє псевдо Романа Шухевича) входило поповнення Січі кадрами, організація фінансової допомоги та зв'язку. Під час нападу угорської армії на Карпатську Україну поручник «Щука» брав активну участь у боях, і лише чудо врятувало його від неминучої смерті.
Після окупації Карпатської України у березні 1939 р. Угорщиною Шухевич через Румунію і Югославію дістався до Австрії, де зустрівся з членами Проводу ОУН, яким доповів про свою діяльність у Карпатській Україні. Провід ОУН доручив йому справи зв'язку із Західною Україною, зокрема конспіративний зв'язковий пункт у Данціґу.

### Діяльність на початку Другої світової війни

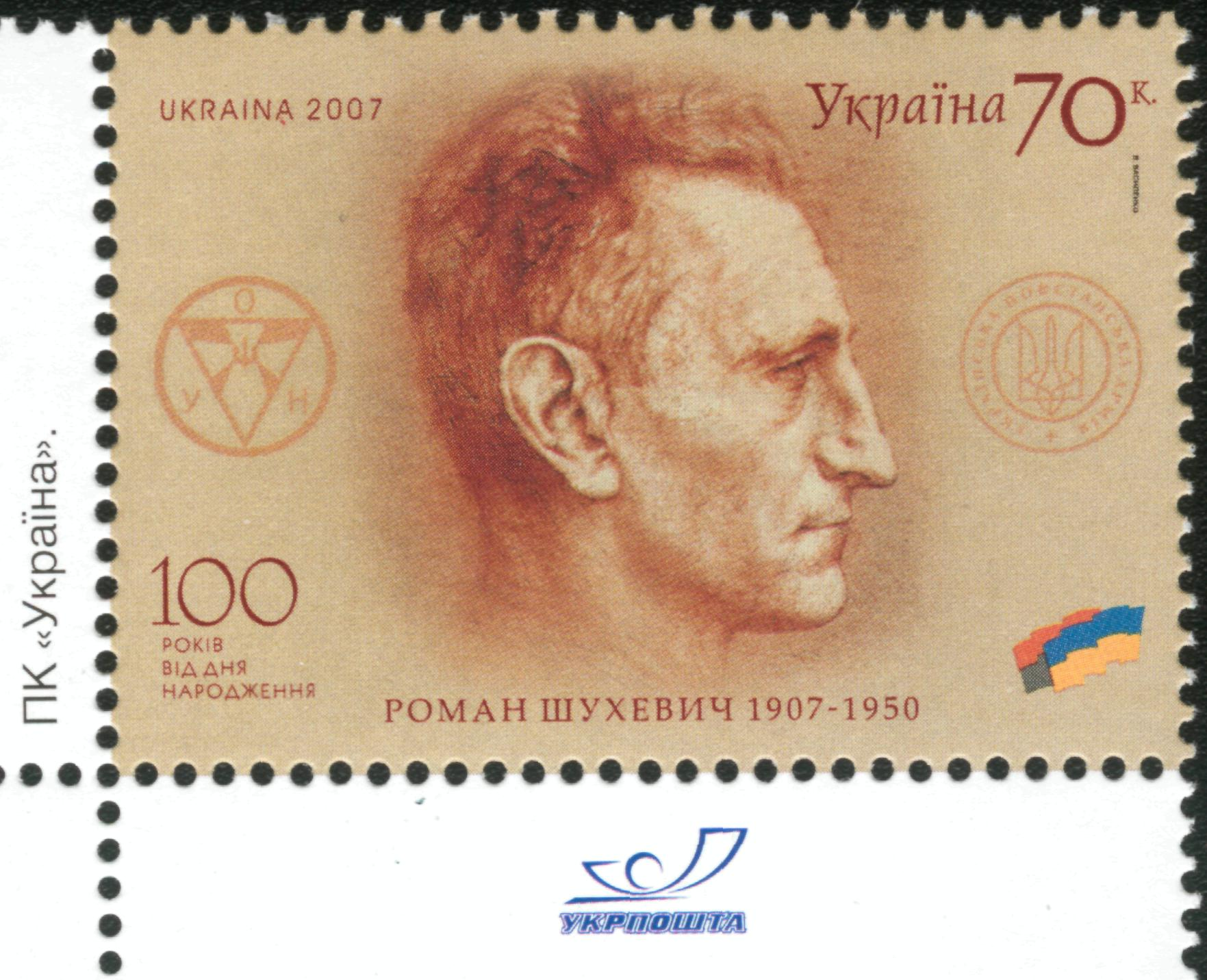
Марка на честь 100 річчя з дня народження Романа Шухевича

Восени 1939 р. Роман Шухевич разом із родиною проживав у Кракові. Він виконував функції референта зв'язку у Проводі Українських Націоналістів (ПУН) на чолі з полковником Андрієм Мельником, зокрема організовував нелегальні переходи кур'єрів в Україну через німецько-радянський кордон, приймав звіти від членів ОУН та кур'єрів, які прибували з України. Наприкінці 1939 р. до нього в Краків приїхала дружина разом із сином Юрієм, а у 1940 р. у них народилася донька Марія.
Внаслідок спроби групи осіб на чолі з Яри, Лебедем і Бандерою, поставити під сумнів легітимність Провідника ОУН Андрія Мельника, стався розкол між націоналістами: на ОУН (під керівництвом Провідника Мельника) і невелику групу під проводом крайового провідника Степана Бандери. Остаточно цей поділ був оформлений на самопроголошеній «конференції ОУН» 10 лютого 1940 р. у Кракові, на якій було створено Революційний Провід ОУН на чолі зі С. Бандерою. Р. Шухевич увійшов до складу членів Революційного Проводу й був призначений Крайовим Провідником ОУН на західноокраїнних українських землях, що за пактом Молотова — Ріббентропа відійшли до Німеччини (Підляшшя, Холмщина, Надсяння та Лемківщина). Входження Романа Шухевича до складу Революційного Проводу ОУН було цілком закономірним, бо то був гурт його однодумців із Крайової екзекутиви ОУН на ЗУЗ, котрі пройшли через польські суди, тюрми і концтабори. Роман Шухевич вважав, що слід шукати способу державотворення без допомоги німців, як того прагнула ОУН Коновальця і Мельника. Як згадував М.Ганушевський, під час однієї розмови в Кракові у 1940 році Роман Шухевич сказав: «Я не вірю в їх добру волю визнати Україну самостійною державою. Вони нас тепер потребують і використають, бо ще не знають, як їм піде війна на Сході, але як Гітлер думає, що нас перехитрить, то помиляється, бо ми маємо свої пляни».
За його сприяння в 1940 році було організовано Український Легіон, який він і очолив.
Під керівництвом Шухевича із деяких членів ОУН, які приходили з УРСР, було створено організаційну мережу, яка стала базою для підготовки підпілля в Україні. Особливу увагу Крайовий Провідник відводив військовим вишколам членів ОУН. У Військовому штабі ОУН він керував вишколом і навчанням провідних військових кадрів, які мали стати командирами майбутнього українського війська. Шухевич брав активну участь у нарадах II Великого збору ОУН, що відбувся у квітні 1941 р.

### У лавах Дружин українських націоналістів: квітень 1941— грудень 1942

Роман Шухевич (2-й зліва сидить) серед старшин легіону «Нахтігаль»

Роман Шухевич (3-й зліва сидить)

Весною 1941 року Провід ОУН домовився з німецьким командуванням про вишкіл військової частини Дружини Українських Націоналістів, які мали воювати на території України проти більшовицьких окупантів за відновлення державності. У ході здійснення організаційних заходів щодо укомплектування і вишколу згаданого формування було вирішено створити на його базі два підрозділи: «Спеціальний відділ „Нахтіґаль“ та „Роланд“. Набір добровольців до „Нахтіґалю“ вівся через Краків, де перебував Військовий штаб ОУН і діяли старшинські курси ОУН. Серед викладачів цих курсів був Роман Шухевич. На цих курсах добровольці проходили загальний стрілецький вишкіл, який надалі вдосконалювався за німецькими статутами та настановами. Р. Шухевич погодився очолити ДУН з розрахунком, що у майбутньому Легіон зможе стати базою для формування української армії. У квітні 1941 р. він налічував 330 осіб і поділявся на 3 сотні.
З німецької сторони „Нахтіґалем“ керували оберлейтенанти Г. Герцнер та Теодор Оберлендер, а з української — сотник Р. Шухевич. Німецьке командування на обидва українські військові формування — „Нахтіґаль“ і „Роланд“ — покладали суто поліційні та охоронні обов'язки — відповідальність за безпеку пересування частин вермахту українською територією, роззброєння залишків радянських військ, охорона ешелонів з полоненими та боєприпасами. Звичайно, це були не ті завдання, на які розраховували Р. Шухевич та його друзі, котрі бачили своє місце на фронті збройної боротьби з більшовиками.
Після інтенсивного вишколу Український легіон 18 червня від'їхав до Ряшева, о 3 год. 15 хв. 22 червня 1941 р. переправився через р. Сян біля с. Валява, рухаючись у бойових порядках 49-го гірсько-стрілецького корпусу 17-ї німецької армії групи армій „Південь“. Потім курінь пройшов форсованою ходою через Яворів — Янів, взявши курс на Львів, який уже був залишений радянськими військами. Вважається, що перші вояки „Нахтіґалю“ з'явилися на околицях стольного міста Галичини в кінці 29 червня 1941 р., але основні сили куреня вступили до Львова вранці наступного дня.
Для Р. Шухевича, котрий зі своїми бойовими побратимами урочисто вступив до рідного міста, день 30 червня 1941 р. був затьмарений страшною звісткою про знайдення у в'язниці по вулиці Лонцького тіла його брата Юрія, закатованого НКВС. Він мужньо переніс цю трагедію і вже увечері цього дня разом зі своїми вояками взяв участь в проголошенні від імені ОУН (Б) Акту відновлення Української Держави. 5 липня 1941 р. Голова тимчасового Українського Державного Правління Ярослав Стецько повідомив сотника Романа Шухевича про призначення його другим заступником „члена тимчасового Правління по справам військовим“. На зазначену посаду був покликаний генерал-хорунжий Всеволод Петрів, а його першим заступником став Олекса Гасин.
Проте вже 3 липня 1941 р. державний підсекретар уряду Генерал-губернаторства Кундт розтлумачив В. Горбовому, проф. В. Андрієвському, В. Мудрому, С. Шухевичу та С. Бандері, що створення в Кракові Українського Національного Комітету та проголошення у Львові Українського Уряду не погоджені з керівництвом Третього Райху, а тому є незаконними. Він також підкреслив, що „остаточне слово в українських справах належить лише фюреру“. Наступним кроком з боку нацистів стало затримання С. Бандери, Я. Стецька та групи інших чільних членів ОУН(Б) і переведення їх до Берліна.
З огляду на зазначене, німецька окупаційна влада вважала небажаним перебування у Львові батальйону „Нахтіґаль“ і вже впродовж 7—9 липня 1941 р. його сотні рушили на схід. Хоча Р. Шухевич та його легіонери тяжко сприйняли негативне ставлення нацистів до питання української самостійності, проте вони все ж надіялися, що Берлін змінить свою позицію.
13 липня 1941 р. „Нахтіґаль“, перейшовши р. Збруч, опинився на території Поділля і взяв участь у бойових діях проти Червоної армії, зокрема, під Браїловим та Вінницею. Після цього батальйон було відведено на відпочинок до містечка Юзвин (тепер Некрасове). Саме тут Роман Шухевич та його вояки з жахом дізналися про підсумки наради 16 липня 1941 р. в ставці фюрера, які остаточно знімали з порядку денного питання самостійності України: Східну Галичину віднесли до складу Польського генерал-губернаторства, Північну Буковину, Бессарабію і територію між ріками Дністер та Південний Буг приєднували до Румунії, інші українські землі увійшли до райхскомісаріату Україна або в підпорядковування військовій адміністрації. Через це Легіон, який на той час перебував біля Вінниці, відмовився від наступної служби в німецькій армії. Роман Шухевич різко зреагував на згаданий перебіг подій і начебто надіслав до ОКВ протест, у якому підкреслювалося, що внаслідок „арешту нашого Уряду і Провідника, Легіон не може далі перебувати під командуванням німецької армії“. Загострення стосунків нацистів з ОУН(Б) змусило їх розформувати батальйони „Нахтіґаль“ і „Роланд“. 13 серпня 1941 р. „Нахтіґаль“ було роззброєно (за винятком старшин) і відправлено до Кракова, а звідти 27 серпня переведено до вишкільного табору Нойгаммер. Як згадує М. Кальба, коли про це дізнався Роман Шухевич, то він застеріг проти непродуманих кроків і сказав: „…Є хтось, хто за нас думає та відповідає, та, якщо зайде така потреба, тоді дістанемо наказ від проводу, що робити…“. Саме тут Роман Шухевич написав пісню «Машерують добровольці».
Наприкінці вересня 1941 особовий склад „Нахтіґалю“ отримав зброю і розпочав заняття з бойового вишколу. На той час серед вояків батальйону вже ширилися чутки про арешт нацистами С. Бандери, інших чільних діячів ОУН(Б), а тому Роман Шухевич спільно з командиром „Роланда“ Євгеном Побігущим 16 жовтня 1941 р. склали „Меморандум українського Леґіону“, який було надіслано до Берліна. У цьому документі викладено 10 політично-правових вимог, з яких, як і слід було чекати, німці врахували фактично лише одну: згодилися, щоб українці не складали вдруге присягу. З огляду на це, кожний вояк уклав з німцями індивідуальний контракт на час від 1 грудня 1941 р. до 1 грудня 1942 р.
21 жовтня 1941 р. батальйони „Нахтіґаль“ і „Роланд“ були об'єднані в одне формування — 201-й батальйон шуцманшафту, який перевели до Франкфурта-на-Одері. Командиром поліцейського батальйону став Євген Побігущий, його заступником і командиром першої сотні — сот. Роман Шухевич. Батальйон було долучено до складу 201-ї охоронної німецької дивізії в Білорусі. 22 березня 1942 перша група українських вояків приїхала до Мінська, а після прибуття сюди основних сил український батальйон перекинули до м. Лепеля. У його завдання входила охорона комунікацій та місцевої німецької адміністрації, а також боротьба з партизанами.
Боротьба з білоруськими партизанами виявилась важкою і виснажливою. Не здобули в ній переможних лаврів ні німці, ані їх союзники, зокрема й вояки українського поліцейського батальйону. За словами В.Яніва, це був жахливий час у житті Романа Шухевича, котрий мусив „зіграти до кінця ролю німецького приятеля“, хоч „серце розривалося з болю“. Як згадує М.Кальба, Роман Шухевич та інші українські командири прагнули уникати участі в каральних акціях нацистів проти місцевого населення, намагалися сторонитися від збирання продовольства, заявляючи, „що нас прислали сюди не грабувати, а воювати“.
Беручи безпосередню участь у боях із білоруськими партизанами, слідкуючи за антипартизанськими акціями нацистів, Роман Шухевич не тільки набув бойового досвіду, але й глибоко осмислив закони партизанської війни. Він, на нашу думку, став одним із найкращих знавців цієї специфічної форми збройної боротьби в лавах українського визвольного руху.
За свідченням учасників тих подій, Роман Шухевич дуже відповідально ставився до посад заступника командира батальйону і командира сотні, бачачи своє місце насамперед на лінії вогню. Як згадував майор Є. Побігущий, він не захотів перебувати в місті й виконувати караульні обов'язки, а „вибрав для своєї сотні найважчу службу — серед пралісів, багон, де було повно большевицьких бандитів“. За словами Є. Побігущого, Шухевич мав добре розвинену інтуїцію» і багато «проводив усякого рода курсів для старшин і молодших та старших підстаршин.»
За свідченнями колишнього німецького полковника Альфреда Бізанца та дружини Романа Шухевича (Н. Шухевич-Березинської), він як командир роти поліцейського охоронного батальйону в складі вермахту мав начебто військове звання «гауптмана» (капітана).
Відомості, які надходили до вояків 201-го батальйону з Галичини та інших місцевостей України, говорили про посилення нацистського окупаційного режиму: примусове вивезення населення на працю до Німеччини, широкомасштабні акції щодо вилучення в українських селян продовольства, фуражу, іншого збіжжя, розправи з непокірними. Ширилися також чутки, що після ІІ-ї конференції ОУН(Б) розпочалася активна військово-підготовча діяльність підпільних націоналістичних осередків, яка викликала велике занепокоєння у німців.
За таких обставин командування 201-го батальйону стало уникати активної участі в протипартизанських акціях, а серед особового складу зміцнилося бажання не продовжувати контракт із німцями. Коли Роман Шухевич, за рішенням старшинських зборів батальйону, з'ясував настрої вояків, то виявилося одностайне прагнення повернутися додому. 22 листопада 1942 в присутності командира 201-ї охоронної дивізії особовий склад українського батальйону не дав згоди на продовження контракту і 5 грудня 1942 ця формація була німцями розв'язана. Її особовий склад було перевезено в Україну, а групу старшин із 22 осіб ув'язнено в тюрмі на Лонцького.
Як згадував Євген Побігущий, після святкування Різдва Христового у 1943 Роман Шухевич та ще кілька старшин, серед яких був і Василь Сидор, зуміли вирватися з ув'язнення і перейти на нелегальне становище. Від цього моменту в житті Романа Шухевича настав найбільш відповідальний і активний період діяльності, який підніс його до найвищих посад в українському визвольному русі, репрезентованому ОУН і УПА.
На той час Роман Шухевич уже був цілковито сформованим керівником високого рангу, котрий, крім військових знань, добре розумівся на політичних питаннях і мав значні організаційні здібності. Ось як, наприклад, запам'ятав Романа Шухевича вояк 201-го батальйону М.Кальба: «Роман Шухевич не потребував дорадників, не потребував роботи засідань, щоб винести певні рішення чи висновки. Це була людина-провідник, який з місця вирішував все, беручи на себе повну відповідальність». А за словами Василя Кука, для Романа Шухевича було характерне «всебічне, докладне обдумування кожної справи, детальна перевірка виконання наказу чи доручення». Він також «не любив марнослів'я, цінив у людях діловитість та бойову мужність.»
Після року служби всі вояки на чолі з Шухевичем відмовилися продовжувати службу. 6 січня 1943 старшин відправили під охороною з Могилева до Львова, куди вони приїхали 8 січня 1943. Роман Шухевич, знаючи, що всіх старшин арештують, непомітно зник від ґестапо.

### Епізод з Іриною Райхенберг

Фотографія Ірини Райхенберг 1950-х

З вересня 1942 по лютий 1943 дружина головного командира УПА Романа Шухевича Наталія переховувала у своєму будинку від переслідування нацистами сусідську єврейську дівчинку Ірину Райхенберг (в іншій транскрипції Райсинберг, Райтенберг), якій на той час було 7 років.
У спогадах Юрій, син Романа Шухевича, згадує події вересня 1942 року у Львові — вулицю, що тоді мала польську назву Королеви Ядвіги і на якій була синагога; власники крамниці з тканинами, родина Райхенберг (імовірно, імена подружжя — Вольф та Ружа) жили неподалік; їх старшу доньку Ірму німецькі солдати у 42-му застрелили на вулиці, тому молодша Ірина, на прохання її матері, почала жити в сім'ї Шухевичів.
Після арешту Наталії Шухевич у 1943 році гестапо Роману Шухевичу вдалося переправити дівчинку в сирітський притулок при жіночому греко-католицькому монастирі Василіанок у Пилипові, поблизу містечка Куликів за 30 кілометрів від Львова, де Ірина перебувала до кінця війни, переживши німецьку окупацію і Голокост.
Роман Шухевич, використовуючи свої можливості, допоміг із виготовленням для дівчинки нових документів на ім'я українки Ірини Василівни Рижко. Рік народження дівчинки було змінено з 1936 на 1937. Згідно з новими документами, Ірина значилася дочкою загиблого радянського офіцера.
У 1956 році Ірина надіслала настоятельниці монастиря лист зі своєю фотографією. Врятована жінка мешкала в Україні, була одружена та взяла прізвище чоловіка, померла 2007 року в Києві у віці 72 років. У Києві мешкає її син Володимир. Юрій Шухевич зустрічався з ним, вже після смерті його матері, зокрема Володимир був присутнім і на брифінгу Мойсея Фішбейна 3 листопада 2008 року.
Прізвища Райхенберг містяться в базі даних жертв нацистів меморіалу «Яд-Вашем» в Ізраїлі, серед загиблих у Львові в 1942 році.
За даними гестапо, представники ОУН і УПА неодноразово допомагали переховуватися євреям і виготовлювали для них документи, зокрема тим, хто надавав підтримку або співпрацював з ОУН і УПА.

## Міфи та реальність

### Звинувачення в причетності до Львівського погрому 1941
Під час офіційного візиту 13-15 листопада 2007 року Президента України Віктора Ющенка до Ізраїлю відбувся, за інформацією російської преси, діалог з керівником громадської ради меморіалу «Яд-Вашем» Томі Лапідом, в якому він стверджував, що меморіал має збірку документів про злочини батальйону «Нахтігаль» при погромі 1941 у Львові під час входження німецьких військ і, відповідно, про командувача Романа Шухевича, якому саме нещодавно було присвоєне звання Героя України. Президент наголосив, що досі немає жодного факту, який би засвідчував, що хоч одна українська визвольна організація діяла у каральних операціях. Подібні звинувачення, але вже без конкретних імен, прозвучали і при виступі Президента України у Кнессеті від спікера Дальї Іцик. Згодом, коментуючи ці питання, президент зазначив зацікавленість України у тісній співпраці з Ізраїлем і відповідними громадськими інститутами стосовно Голокосту, і що в ході візиту було досягнуто домовленості з Президентом Ізраїлю Шімоном Пересом про створення відповідної спільної робочої групи та про прибуття в Україну делегації представників «Яд-Вашем».
Вдруге звинувачення від Томі Лапіда, як офіційного представника «Яд-Вашем», пролунали 4 грудня 2007 року в інтерв'ю «Німецькій Хвилі», що Україна не надіслала запрошення (хоч офіційні запрошення були неодноразово виголошені самим президентом України ще під час візиту) і українська сторона досі не виявила бажання ознайомитися з наявним у меморіалу «Яд-Вашем» досьє на Шухевича, але було сказано вже узагальнено — про злочини проти цивільного населення Львова у червні 1941 (слід зауважити, що наприкінці червня 1941 року у Львові відбулося дві трагедії, тому слід чітко зазначати: перша — масові страти львівських в'язнів (абсолютна більшість із них — політичні) радянською владою при відході з міста, що стала передумовою іншої трагедії, вже при входженні в місто німецьких військ — львівського погрому).
Держкомітет архівів України надіслав 16 грудня 2007 року до Ізраїлю офіційного листа з проханням ознайомити українських фахівців зі збіркою названих документів, аналогічне звернення від Українського інституту національної пам'яті було передано 18 грудня через заступника міністра закордонних справ Ізраїлю.
Про наявність нібито якоїсь «справи» Шухевича (але знов-таки зі слів самого Томі Лапіда, яку той вивчав два дні перед зустріччю з Ющенком), згадує у своїй колонці Володимир Бейдер у лютневому номері 2008 року російського журналу «Огонёк».
Не отримавши відповіді від «Яд Вашем», 27 лютого 2008 року до Ізраїлю вирушила урядова група на чолі з віцепрем'єром І. Васюником, до складу якої увійшли голова Українського інституту національної пам'яті І. Юхновський та радник голови СБУ з науково-дослідної роботи В. В'ятрович.
За результатами поїздки, щодо отримання досьє Шухевича, 4 березня 2008 року відбувся брифінг «Підсумки візиту урядової делегації за участі СБУ до меморіального комплексу „Яд-Вашем“ в Ізраїлі», на якому один з учасників делегації, кандидат історичних наук Володимир В'ятрович констатував відсутність «досьє Шухевича» та нових матеріалів, а ті, що були передані — вже відомі або наявні в українських архівах та частина свідчень завербованих агентів, для забезпечення «провокації» (саме так зазначено у документі КДБ) проти тодішнього міністра Теодора Оберлендера, який певний час служив у батальйоні «Нахтігаль» (політична справа 1959—1960 рр., де СРСР забезпечувала нібито доказовою базою служби НДР для дискредитації уряду ФРН і канцлера Конрада Аденауера). Директор же архівного департаменту «Яд Вашем» Хаїм Гертнер повідомив, що жодного досьє на Шухевича в їхніх сховищах немає, автор же заяв, Йосиф Лапід, не є фахівцем цієї справи (співробітником архіву).
«Яд Вашем» 19 березня 2008 у власному прес-релізі фактично підтверджує висновки української делегації — персоніфікованої збірки чи досьє на Шухевича немає, а наявні документи якщо й існують, то розкидані, і їх важко виокремити серед майже 75 мільйонів сторінок всіх архівних матеріалів комплексу, та, загалом, Яд Вашем покладається у своїх висновках про Шухевича на дослідження (не названі) та публікації (не названі) по всьому світу.
Від неурядової організації Харківської правозахисної групи запити на отримання досьє Шухевича тричі надсилає член групи Галя Койнаш, про відсутність будь-яких відповідей від «Яд-Вашем» вона повідомляє у матеріалі «Нам без привидів», опублікованому 9 березня 2008 року.

## Головний командир УПА: 1943—1950

### 1943

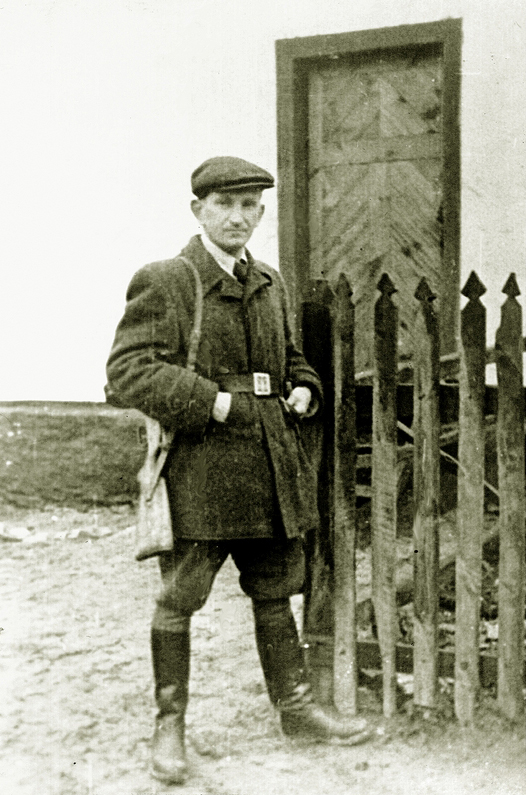
Роман Шухевич на Волині. 1940-ві

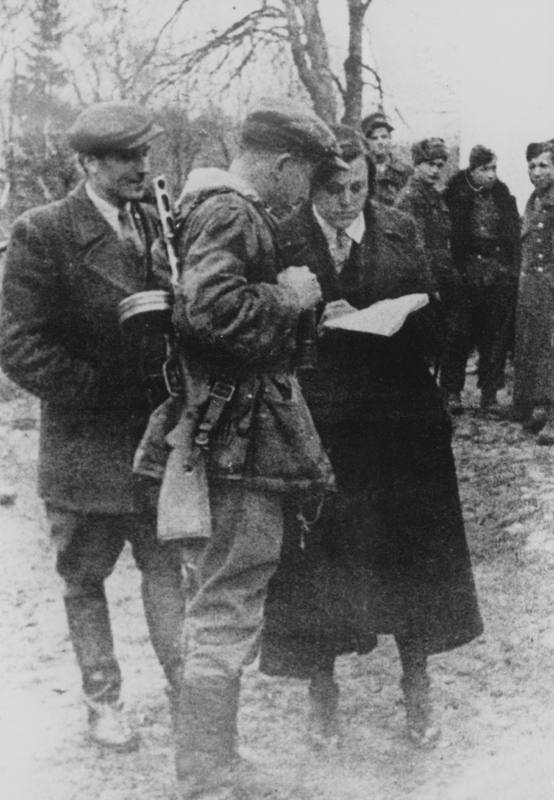
Зліва направо: Роман Шухевич, Дмитро Грицай, Катерина Мешко-Логуш. село Будераж Рівненської області. Листопад 1943

Роман Шухевич вирвався з німецького ув'язнення, незабаром зв'язався з членами Проводу ОУН(Б). Через арешт німцями Д. Грицая був замість нього призначений військовим референтом Проводу ОУН (Б). Від цього часу Роман Шухевич безпосередньо став біля витоків створення УПА: ще на початку грудня 1942 р. до такого рішення прийшла таємна військова конференція ОУН у Львові. За її підсумками, за словами М. Лебедя, «у грудні 1942 р. Провід Організації видає наказ тереновому Проводові Волині переорганізувати існуючі вже дрібні збройні відділи та організувати широко розплановану збройну самооборонну боротьбу українського народу».
З огляду на розбіжність поглядів у керівництві ОУН(Б) щодо збройного чину, 17—21 лютого 1943 р. в одному із сіл поблизу м. Олеська (Львівщина) відбулась III конференція ОУН(Б). У ній взяли участь М. Лебідь («Максим Рубан»), Роман Шухевич («Тур»), В. Охримович («Бард»), М. Прокоп («Гармаш», «Володимир»), Д. Маївський («Косар», «Тарас»), З. Матла («Дніпровий»), Р. Кравчук («Петро»), М. Степаняк («Сергій»). Свої погляди «Тур» обґрунтував і виклав на засіданні Проводу ОУН(Б) восени 1944 р. Торкаючись питання загальноукраїнського збройного зриву навесні 1943 р., він сказав, що коли б у той час УПА повела наступ на Рівне, Сарни, «то ми були б програли і маси напевно були б відвернулися від нас». Водночас, за словами Романа Шухевича, обмежені дії українських повстанців на північно-західних землях мали довір'я мас і виявилися успішними.
На цьому засіданні «Тур» також піддав критиці позицію «Ле» (В. Кук), котрий на III конференції ОУН(Б) у лютому 1943 р. підтримував точку зору М.Степаняка щодо загальноукраїнського збройного зриву проти німців, зокрема й у Галичині. Він сказав, що тоді «не було об'єктивних умов», але наголосив, що «коли прийшов Ковпак, то ті умови заіснували і ми виграли», тобто з липня 1943 р. в Галичині почали створюватися, за підтримки населення, загони Української Народної Самооборони (УНС), котрі пізніше склали основу формувань УПА-Захід.
Цікавою є точка зору Р. Шухевича на причини виникнення польсько-українського конфлікту навесні 1943 р. на Волині-Поліссі, викладена під час І Великого Збору Української Головної Визвольної Ради 11—15 липня 1944 р. Виступаючи 13 липня 1944 р. у дискусії з польського питання, «Тур» зазначив, що після переходу української поліції на Волині—Поліссі на бік ОУН і УПА німці створили польську поліцію, яка разом з СС «застосовувала жорсткі та нелюдські прийоми» щодо українського населення. Крім того, за його словами, польський елемент на Волині «повністю паралізував рух УПА». За цих обставин, наголосив Роман Шухевич, українське населення виступило проти поляків, і «тоді почалася ліквідація польського населення на Волині, яка закінчилася влітку 1943 р.».
Після III конференції ОУН(Б), коли було остаточно вирішено питання створення УПА і визначено головних ворогів українського визвольного руху (німці та більшовики), Роман Шухевич відрядив на Волинь—Полісся двох членів Військового штабу ОУН Ю. Ковальського та В.Сидора для надання допомоги військовому референту Крайового проводу ОУН на ПЗУЗ В. Івахіву у перетворенні збройних загонів ОУН у бойові формування УПА. Надалі Ю. Ковальський під псевдом «Гарпуна» став шефом штабу УПА на Волині—Поліссі і 13 травня 1943 р. загинув разом з В. Івахівим у бою з німцями під Деражним.
Водночас Роман Шухевич, враховуючи наявність розбіжностей між членами Проводу ОУН (Б) щодо військових планів Організації та невдоволення багатьма з них діями «урядуючого» провідника М. Лебедя, ініціював зміни в керівництві ОУН. 13 квітня 1943 р. на засіданні Проводу ОУН «Максим Рубан» склав свої повноваження «урядуючого» провідника і замість нього було обране Бюро Проводу ОУН в складі Романа Шухевича, З. Матли і Д. Маївського, де «Тур» був «першим між рівними».
Обрання «Тура» Головою Бюро Проводу ОУН стало цілком закономірним: на той час він був найавторитетнішою постаттю в керівному середовищі ОУН. За словами М. Степаняка, Роман Шухевич мав «опінію найкращого організатора і був найстаршим членом серед тодішнього складу Центрального Проводу».
Ставши на чолі керівництва ОУН(Б), Роман Шухевич зосередив свою основну увагу на усуненні розбіжностей у середовищі ОУН стосовно поглядів на політику і стратегію визвольного руху, на розширенні зони бойової діяльності УПА, створенні її структур у Галичині, просуванні повстанських відділів у східні області України.
Важливе місце в житті «Тура» відіграв ІІІ-й Надзвичайний великий збір ОУН (б), що відбувся 21—25 серпня 1943 р. в Козівському районі Тернопільської області. Після нього становище Р. Шухевича в керівному середовищі визвольного руху значно зміцнилося: йому вдалося подолати певний спротив М. Лебедя і М. Степаняка, котрі виступали проти активізації дій УПА на протибільшовицькому фронті, вважаючи, що це «призведе до масового знищення українського народу», і накреслити заходи щодо подальшої розбудови структур і запілля повстанської армії, підвищення її боєздатності. «Тур» зумів також переконати учасників III НВЗ у необхідності демократизації політичних та ідеологічних засад ОУН, зробити їх зрозумілими і прийнятними для самостійницьких елементів Наддніпрянської України.
Обійнявши посади Голови Бюро Проводу ОУН і Головного Командира УПА, «Тарас Чупринка» (таким стало нове псевдо Головного Командира — на честь Тараса Шевченка та Григорія Чупринки) запобіг намірам «Клима Савура» та деяких волинських діячів поставити УПА вище ОУН, оголосити УПА «найвищою і єдино-суверенною владою на звільнених землях України».
III Надзвичайний Великий Збір ОУН сприяв формуванню в характері Р. Шухевича найкращих рис Провідника і Командира, політика і військовика, на що вказують слова О. Лоґуша: він «не йшов за ніякими крайностями», «не був скептиком серед екзальтованих — і політиків, і військовиків», завжди намагався знайти «межу між теорією і практикою, між уявленням, вірою і конкретною дійсністю».
Очоливши керівництво українським визвольним рухом, Р. Шухевич до кінця 1943 р. домігся здійснення низки важливих військово-політичних заходів. У жовтні 1943 р. у с. Мелна на Львівщині «Тур» скликав нараду крайового активу ОУН на ЗУЗ за участю обласних провідників та військових референтів. У своїй доповіді він зазначив, що внаслідок поразок Німеччини на фронтах, «Україну жде повна большевицька окупація, а наш визвольний рух — затяжна важка збройна і підпільна боротьба».
Як згадує учасник цієї наради В. Галаса, Шухевич так визначив першочергові завдання самостійницьких сил: зміцнювати ідейно та організаційно підпільні осередки ОУН та відділи УПА; будувати конспіративні підземні приміщення для укриття особового складу і матеріальних ресурсів; організовувати і вишколювати санітарну, господарчу та розвідчу службу; створювати відділи УПА в гірських та лісистих теренах; під час пересування лінії фронту в затяжні бої з противником не вступати; не йти на переговори з німцями; формувати при УПА бойові відділи з представників поневолених народів СРСР.
Того ж місяця жовтня 1943 р. на околицях Львова відбулося засідання членів Проводу ОУН за участю Р. Шухевича, Д. Маївського, М. Лебедя, М. Арсенича, Д. Ребет, М. Прокопа, В. Охримовича, М. Степаняка та О. Луцького. На цьому засіданні «Тур» охарактеризував діяльність ОУН, зазначивши, що організація «має вирішальний вплив на території від Дніпра до Карпат». Він також заявив, що хоче виїхати на Волинь, щоб ознайомитися з діяльністю крайового керівництва ОУН.
Після згаданого засідання Р. Шухевич виїхав на Волинь—Полісся, де в другій половині листопада 1943 р. взяв участь у І конференції поневолених народів Східної Європи й Азії. Його присутність на цьому зібранні не афішувалася, він не втручався в хід конференції, а лише уважно слухав доповіді її учасників та дискусії з їх обговорення. Від'їжджаючи, Р. Шухевич, за словами О. Лоґуша, так узагальнив свої враження від побаченого і почутого: «Конференція важна для нас не лише тим усім, що вона практично створить для нашої боротьби сьогодні. Вона переконала нас, що справа спільного фронту поневолених народів — це діло не лише необхідне, але реальне. Ми вибрали правильний шлях…».
Разом з тим, відомий діяч ОУН і УПА О. Луцький стверджував, що, за словами Р. Шухевича, Провід ОУН не покладав особливих надій на цю акцію, хоча вважав, що вона певним чином «повинна активізувати націоналістичне підпілля в СРСР». Однак, як відомо, цього не сталося, за винятком країн Балтії.
На початку грудня 1943 p., після повернення Р. Шухевича з Волині, на конспіративній квартирі у Львові відбулося чергове засідання Проводу ОУН. Як показав на допиті в НКВС О.Луцький, «Тур» позитивно оцінив діяльність Крайового Проводу ОУН на ПЗУЗ у справі організації УПА і запропонував на базі УНС «створити УПА на території Галичини». Він також дав позитивну характеристику «Климу Савуру», зазначивши, що останній серед учасників УПА користується великим авторитетом.
У цьому ж місяці Головна Команда та Головний Військовий штаб УПА, за безпосередньою участю Р. Шухевича, ухвалили низку оперативних документів з організаційних та бойових питань діяльності УПА, котрі мали надати їй роль регулярного війська. Принципове значення мав наказ Ч. 2/43 від 18 грудня 1943 р. про військову залежність Української збройної сили, військові ступені та функції, дисциплінарні кари та судове поступування у війську, справи військових видавництв і термінології.
19 грудня 1943 p. Р. Шухевич («Тарас Чупринка») та О. Гасин («Іван Чорнота») затвердили Інструкцію Ч. 3/11 «Військові ступені і функції». Згідно з нею, особовий склад УПА складався з таких категорій вояків: рядові, підстаршини, старшини, генерали. Найвищим у військовій ієрархії мав бути чин «маршала».
На початку 1944 р. Головний Командир УПА Р. Шухевич спільно з ГВШ УПА здійснив низку заходів, спрямованих на вдосконалення структури та органів управління повстанської армії. 23 січня 1944 р. наказом 4.1 було уніфіковано організацію військових штабів (ВШ) груп і округ УПА. Очолював військовий штаб військової округи УПА шеф, котрий у разі відсутності командира групи (військової округи) був його заступником у всіх військових справах. Кожний ВШ складався з таких відділів: оперативний, розвідувальний, тиловий, організаційно-персональний, вишкільний, виховний. При командирі групи (військової округи) передбачалося також створення спеціального відділу військових інспекторів.
На початку 1944 р., через наближення Червоної армії до кордонів Західної України, керівництво визвольним рухом опинилося перед необхідністю прискорити підготування до дій у «підсовєтській» дійсності, розробити нові засади політики і стратегії, залучити до боротьби з більшовицьким режимом всі українські самостійницькі сили, поширити терен діяльності ОУН і УПА на східні області України.
Щоб надати визвольній боротьбі ОУН і УПА загальноукраїнський характер, необхідно було створити єдиний національний центр для керівництва цією боротьбою і репрезентації українських самостійницьких сил на міжнародному відтинку.
Як згадував відомий діяч ОУН Л. Шанковський, ще 21 вересня 1943 p. Р. Шухевич запросив його до творення «найвищого керівного органу українського народу на час революційної боротьби». А в наказі 4.2 Головної команди УПА від 18 грудня 1943 р. цей орган було умовно названо Головною Визвольною Радою. У другій половині березня 1944 p., як згадував Л. Шанковський, «Ініціятивний комітет для створення УГВР остаточно сформувався» і впродовж трьох місяців підготував програму майбутнього Збору, проєкти його основних документів (Універсал, Платформа, Устрій, Присяга вояка УПА та ін.), визначив склад його учасників та накреслив кандидатури для обрання членами УГВР.
Оскільки ідея заснування загальноукраїнського представницького органу була ініційована Головною Командою УПА, то в підготуванні Першого Великого Збору УГВР активну участь брав Р. Шухевич. Зокрема, на його пропозицію було створено Підготовчу комісію Проводу ОУН, яка мала спільно з Ініціативним комітетом готувати Збір. До її складу увійшли В. Охримович, М. Прокоп, Д. Ребет (голова). «Тарас Чупринка» також здійснив заходи щодо підготування місця скликання Збору та забезпечення охорони його учасників. Спостерігаючи за Р. Шухевичем в цей період, Д. Ребет зазначала, що він не належав «до безкомпромісових людей», «не виявляв вузько партійних амбіцій» і характеризувала його як «конструктивного політика реального мислення».
За словами самого Р. Шухевича, «праця Ініціятивного комітету не йшла легко», бо треба було забезпечити конспіративність його діяльності, вести переговори «тільки з людьми дуже певними та дискретними», не залучати до них «групи, які одверто співпрацювали з німцями» та групи, «які були вороже наставлені до УПА».
На Першому Великому Зборі УГВР, що відбувся 11—15 липня 1944 р. в Карпатах, Шухевича було обрано головою і генеральним секретарем військових справ. Р. Шухевич виступив із доповіддю про УПА, взяв участь в обговоренні доповіді М. Прокопа про внутрішнє і зовнішнє становище українського народу, в дискусіях з польського питання та про Платформу УГВР. Він увійшов також до складу комісії, яка мала виробити текст присяги вояка УПА. На зазначеному зібранні Р.Шухевич був присутній під псевдонімом «Р. Лозовський».
Як згадувала зв'язкова «Тура» І. Савицька-Козак, після Першого Великого Збору УГВР Роман Шухевич сказав: «Ми всі, вояки УПА і всі підпільники, зокрема і я, повністю свідомі, що раніше чи пізніше нам доведеться загинути в боротьбі з брутальною силою…». Позитивно оцінюючи підсумки роботи Першого Великого Збору УГВР, Р. Шухевич був насторожений вістками про створення на Волині—Поліссі Народно-Визвольної Революційної Організації (НВРО), яка могла бути альтернативою ОУН. Ідею заміни ОУН іншою політичною організацією ще в 1943 р. неодноразово піднімав М.Степаняк.
Саме з його ініціативи 17—18 липня 1944 р. в лісі поблизу с. Дермань Здолбунівського району Рівненської області відбулася конференція, в якій взяли участь В.Кук, М.Степаняк та група діячів ОУН з ПЗУЗ. На ній було проголошено створення НВРО. За словами сучасного дослідника В. Дзьобака, котрий посилається на В. Кука, у розумінні учасників згаданої конференції «НВРО — це не українська організація націоналістичного типу, а формація, покликана знищити імперіалістів в цілому світі і перебудувати останній за принципом вільної співпраці народів у незалежних національних державах».
Тим часом проведення конференції членів ОУН у справі НВРО та Перший Великий Збір УГВР привернули увагу радянської сторони, до рук якої потрапили К. Осьмак і М. Степаняк та деякі документи обох форумів. Ці події більшовики розцінили як наявність неприязних стосунків між В. Куком, М. Степаняком та М. Лебедем, з одного боку, і Р. Шухевичем та керівниками «ОУН галицьких областей», з іншого боку.
Наприкінці жовтня — на початку листопада 1944 р. Роман Шухевич взяв участь у засіданні проводу ОУН, що відбулося на території Рогатинського району Станіславської області, на якому звернув увагу, що необхідно оволодіти мистецтвом, «як панувати над масами, щоб їх не втратити» і вважав, що перед масами треба ставити тільки такі завдання, які на якийсь відсоток будуть виконані. Ці завдання, на його думку, «залежать від тиску сили ворога». Роман Шухевич обережно ставився до активізації діяльності сил визвольного руху, нагадуючи своїм колегам, що в основі стратегії збройної боротьби ОУН і УПА з грудня 1943 р. покладено концепцію «самооборони народу», а «ворог є в наступі великими силами».
Наведені вище думки «Тараса Чупринки» зайвий раз характеризують його як суто реалістично мислячого політика, далекого від революційного романтизму і зорієнтованого на продумані та зважені дії у практичній площині. Звичайно, сьогодні ми знаємо, що в оцінці тогочасних міжнародних стосунків та перспектив боротьби ОУН і УПА з радянською владою Р. Шухевич та його однодумці помилялися. Але хіба помилялися лише вони? Питання війни між західними демократіями і СРСР тривалий час тримало в напрузі світову спільноту, тож мало хто із зарубіжних політологів міг передбачити, що крах багатонаціонального Радянського Союзу розтягнеться на такий довгий час.
Великої поваги заслуговує позиція «Тура» у питанні про утворення НВРО. Обставини цієї справи виклав на засіданні Проводу ОУН один з її ініціаторів, «Леміш». Він зауважив, що при рейдах відділів УПА «на схід треба було сказати, від кого приходили. Тому що на нових теренах були закиди проти ОУН, ми рішили змінити назву. До такого переконання прийшли ми вприкінці травня. А зреалізували при кінці липня».
Після з'ясування причин утворення НВРО та обговорення змісту прийнятих цією організацією документів, у якому взяли участь всі учасники засідання, Р. Шухевич підбив підсумки дискусії. Він підкреслив, що від утворення НВРО ОУН нічого не втратила, бо ця справа «йде капіталом ОУН». Справа НВРО, за його словами, є експериментом, який можливо вдався б, але, наголосив «Тур», «я не хотів би міняти організацію (тобто ОУН) на експериментальну (тобто НВРО)».
Далі P. Шухевич заявив, що він свідомий того, «що на сході під формою ОУН роботи розгортати не можна», а тому «мусимо в цім напрямі підготовити». Тому, на його думку, «треба робити приготування до зміни організації, а справу НВРО потрактувати не як нову організацію, що мала б прийти на місце ОУН, а як певний тактичний момент». «Тур» зазначив, що необхідно «лишити ідеї НВРО» для праці на сході України, а саму НВРО як організацію розв'язати. Він також запропонував поінформувати учасників «з'їзду НВРО», що вона «розв'язана Головним Проводом Організації».

### 1944
1944 p. характерний тим, що в цей час Р. Шухевич вперше потрапив у поле зору більшовиків. У проєкті листа першого секретаря ЦК КП(б)У М.Хрущова «Про становище в Рівненській і Волинській областях УРСР» (березень 1944) на ім'я Й. Сталіна стосовно проєкту постанови Державного комітету оборони СРСР про «Спеціальні заходи по західним областям України» зазначалося, що «загальне керівництво бандами здійснює заступник Степана Бандери — Максим Рубан, а військове (командир УПА) — Клим Савур (дійсне прізвище Шухевич — син львівського адвоката)».
Хоча з цього документа видно, що більшовики не мали ще вичерпної інформації про займані Р. Шухевичем посади у лавах українського визвольного руху і плутали його з «Климом Савуром», командиром УПА-Північ, але з цього часу «Тарас Чупринка» став об'єктом постійної уваги з боку НКВС — НКДБ. Ширші відомості про нього вперше дав совєтам відомий діяч ОУН М. Степаняк («Сергій»), арештований влітку 1944 р.
Свідчення М. Степаняка та захоплені деякі документи УГВР, які потрапили до рук більшовиків, дали їм змогу об'єктивно оцінити роль і місце Р. Шухевича в українському визвольному русі. Крім того, радянським органам держбезпеки стало відомо про активну діяльність ще й інших чільних діячів ОУН. Отож, 12 листопада 1944 р. нарком держбезпеки УРСР С.Савченко, перебуваючи у Львові, затвердив оперативний план «Бєрлоґа» («Барліг»), спрямований на розшук і ліквідацію членів Проводу ОУН і особисто Р. Шухевича, а 31 жовтня 1945 р. на нього була заведено розшукову справу «Вовк». Відтоді «Тур» постійно перебував під прицілом радянських спецслужб.

### 1945
На закінчення війни у травні 1945 Головна Команда УПА відреагувала зверненням «Тараса Чупринки» в травні 1945 р. до «Бійців і Командирів Української Повстанської Армії!». У ньому наголошувалося, що великий внесок у перемогу над Німеччиною зробили українські повстанці, котрі не допустили нацистів використати українську землю «для своїх загарбницьких цілей», не дозволили їм грабувати українські села і вивозити людей до Німеччини. У боротьбі з німцями, УПА «зорганізувалася і пройшла першу бойову школу».
Далі Головний Командир наголосив, що після розгрому Німеччини «вернувся і розгосподарився на Україні ще гірший окупант — Росія», але «український народ і тепер не скапітулював перед наступаючим ворогом». Оцінюючи міжнародне становище, яке склалося після війни, «Тарас Чупринка» вважав, що «революційні рухи поневолених народів та протиріччя між західними державами і СРСР зростають», а це «створює сприятливі умови для нашої дальшої боротьби і наближає момент розвалу СССР».
Зі свого боку, не перебільшуючи досягнутих результатів і усвідомлюючи реальні труднощі боротьби з тоталітарним режимом, Головний Командир УПА оптимістично оцінював підсумки бойової діяльності повстанської армії. У святковому наказі з нагоди Різдва і Нового 1946 року (грудень 1945 р.) Р. Шухевич наголосив, що у 1945 р. «УПА вперше поміряла свої сили з окупантом України в умовах миру, коли здавалося б, що наші повстанчі сили ні одного місяця не зможуть встояти проти ворога, що зумів вибороти собі перемогу з такою мілітарною силою як Німеччина».
На думку «Тараса Чупринки», найвищим досягненням УПА у 1945 р. було те, що повстанська армія «зуміла уникнути вирішального удару НКВД, мистецьки маневруючи та розчленовуючись на невеликі бойові групи та гуртуючись у більші одиниці». У цьому ж році УПА здійснила рейди до Польщі, Чехословаччини та Румунії, пропагуючи ідеї українського визвольного руху. Висловлюючи непохитну віру в перемогу справи, за яку бореться УПА, Р. Шухевич, звертаючись до своїх бойових побратимів, підкреслив, що «бій, який ви ведете — нещадний бій на життя і смерть»
1945 рік був для Р. Шухевича пам'ятним із кількох причин. По-перше, з його ініціативи в ніч із 28 лютого на 1 березня 1945 р. на шосе Львів—Тернопіль, в одному з хуторів Козівського району Тернопільщини, відбулася зустріч членів Проводу ОУН Д. Маївського та Я. Бусела з двома офіцерами органів держбезпеки С. Каріним-Даниленком та А. Хорушуном, котрі маскувалися під співробітників радянської адміністрації. Ці переговори тривали п'ять годин, але не дали позитивних результатів. Та й, мабуть, сам «Тур» не покладав на них особливих надій.
Доцільність таких контактів випливала, на нашу думку, з потреби пересвідчитись у неможливості компромісів із тоталітарним режимом і необхідності акцентування уваги всіх ланок визвольно-революційного руху на нещадній боротьбі з ним. Не останню роль відігравала й та обставина, що в керівному середовищі УГВР, ОУН і УПА були обґрунтовані побоювання щодо перспектив українських національних інтересів у разі перемоги західних країн у війні з Радянським Союзом.
По-друге, Р. Шухевич нелегко переніс загибель у грудні 1945 р. свого найближчого соратника і однодумця, політ-референта Проводу ОУН Д. Маївського при спробі перейти кордон Чехословаччини з англо-американською зоною окупації Німеччини. «Тарас» йшов туди поряд з шефом ГВШ УПА Д. Грицаєм для переговорів із С. Бандерою та інформування ЗП УГВР про події в Україні.

### 1946
У липні 1946 р. з'явилася «Відозва Головного Командира до УПА». У ній підкреслювалося, що від «зими йде велетенський, майже безперервний натиск ворога на українське підпілля та його збройні частини — УПА» і що "не було оселі в теренах, обнятих революційним рухом, де не стаціонував би гарнізон ославлених «внутрєнних войск НКВД» для «боротьби з бандитизмом». Характеризуючи дії більшовицького керівництва, Р. Шухевич наголосив, що воно прагне «змогти вже зараз зголосити Сталіну, що українське повстання подавлене».
Визнавши, що в бойових діях «деякі відділи втратили навіть половину свого складу», «Чупринка» зазначив, що «весь період від зими по сьогоднішній день видержала УПА з честю» і що «в цій безприкладній боротьбі УПА перейшла всі сподівання, які на неї поклав народ і революційний Провід — Українська Головна Визвольна Рада».
Разом з тим, аналізуючи міжнародні відносини у світі, Р. Шухевич дійшов висновку, що конфлікт між радянським і англо-американськими блоками не вийшов «поза рамці дипломатичних зударів» і що обидві сторони не виходять "ще зі стану «збройного мира». А тому, на його думку, більшовики використають мирний час «для нищення свого партизанського внутрішнього ворога — української національної революції».
Виходячи з обставин, що склалися у світі та в Україні, Головний Командир УПА вважав необхідним для збереження відпорності визвольного руху здійснити «переорганізування революційних сил» за зразком Армії УНР, яка після 1919—1920 pp. «форми широкої повстанської боротьби» замінила формами «підпільно-конспіративних» дій. До таких кроків, на його думку, кликав і досвід УВО, ОУН, які майже 25 років діяли у підпіллі.
Аргументуючи необхідність тактичних змін або «перестановки сил», Р. Шухевич зазначив, що це лише «момент переходу з одних форм боротьби в другі». Він висловив глибоку впевненість у тому, що вояки УПА, «незламні бійці-герої», засвоять «нові зразки бою з ворогом», будуть «негайними блискавичними ударами» вдаряти ворога там, «де він того ніяк не надіється».
І наступний час виправдав зазначені вище сподівання Головного Командира УПА. Здійснена ним реорганізація форм і методів боротьби ОУН і УПА незабаром дала відчутні результати: радянські джерела зафіксували активізацію сил визвольного руху та підтвердили їх уміння виходити з-під ударів органів і військ МВС. 8 серпня 1946 р. в інформації партійних чинників на ім'я другого секретаря ЦК КП(б)У Д.Коротченка зазначалося: «зміна методів боротьби українсько-німецьких націоналістів — відхід у глибоке підпілля, індивідуальний терор і дії дрібними групами в 3—4 людини із засідок — поки що не знайшли змін у діях наших органів у боротьбі з бандами ОУН-УПА. Військові операції з огляду на слабке підготування здебільшого здійснюються безрезультатно». 14 вересня 1946 p. партійні чиновники знову констатували: «Органи МВС, МДБ, внутрішні та прикордонні війська досі не перебудували свою роботу від активних військових операцій на глибоку агентурну розробку оунівського підпілля. Більшість бандпроявів залишається нерозкритими, відповідні заходи не організуються і бандити відходять безкарно». А міністр внутрішніх справ СРСР С.Круглов нещадно розкритикував дії внутрішніх військ МВС у західних областях України за низькі результати їхньої бойової діяльності у боротьбі з українськими повстанцями за період із 1 серпня по 15 вересня 1946 р.
У 1946 p., завдяки заходам Головної Команди УПА щодо переведення повстанських відділів на форми боротьби у збройному підпіллі, силам визвольного руху вдалося загалом зберегти свою відпорність, мінімізувати втрати і вистояти у виснажливому двобої з тоталітарним режимом. Ба, як свідчать дані МВС УРСР, чисельність українських повстанців за період з 1 квітня 1946 р. по 1 січня 1947 р. збільшилася з 3735 до 4456 вояків. Зросла і кількість бойових одиниць: із 479 до 530.
В організації зазначених вище заходів була велика заслуга Р. Шухевича, котрого 9 лютого 1946 р. УГВР своєю постановою підвищила до ступеня генерал-хорунжого. Разом з тим, Головний Командир УПА був свідомий того, що боротьба сил визвольного руху з радянським тоталітарним режимом у наступні роки буде не тільки важкою, а й тривалою. Для цього необхідно буде як продовжити розбудову підпільних структур ОУН і УПА та забезпечити їх просування у східні області України, так і звернути увагу на консолідацію українських самостійних сил закордоном, на усунення розбіжностей, які виникли між С. Бандерою, його оточенням і керівництвом революційного підпілля в Україні після III Надзвичайного Великого Збору ОУН (серпень 1943 p.).
Як свідчив на допиті в МДБ В. Кук, Р. Шухевич ще в 1945 р. висловив думку про доцільність налагодження зв'язків керівництва визвольно-революційного руху в Україні зі С.Бандерою, котрий перебував в англо-американській зоні окупації Німеччини. «Тур» говорив, що йому важко «керувати ОУН і УПА одночасно», а тому він бажав би «всю увагу зосередити на керівництві УПА», а С. Бандері «запропонувати очолити всю організацію», тобто ОУН. За словами В. Кука, з такою пропозицією Р. Шухевич наприкінці 1945 р. скерував до С. Бандери представників Проводу ОУН в Україні Д. Маївського і Д. Грицая, котрі, як відомо, загинули при спробі перетнути кордон між Чехословаччиною і Західною Німеччиною.
За твердженням В. Кука, становище у стосунках Проводу ОУН в Україні зі С.Бандерою до кінця так і не прояснилося, і що «Бандера не признавався „проводом“ як керівник Організації». І коли йшла мова про можливий перехід Р. Шухевича за кордон, то Провід ОУН «уповноважив його виступати так, як керівник всієї організації, а не як підпорядкована Бандері особа».
У березні та влітку 1946 р. через спеціального посланця «Славека» («Славка») «Тур» отримав від С. Бандери низку конфіденційних документів, з яких, мабуть, дізнався про створення Закордонних частин ОУН та про бажання зібрати черговий Великий Збір ОУН.
Знову-таки, він у серпні 1946 р. відправив до Німеччини з листом та усними інформаціями для С.Бандери зв'язкову Проводу ОУН «Бистру» (І. Савицьку). В особистій записці до «Друга Провідника» Р. Шухевич писав: «все, що подасть др[уг] Бистра, прошу брати, як передане мною особисто». Водночас Р. Шухевич через «Бистру» передав невстановленій особі, яку називав «Другом», записку, в якій просив його уможливити зустріч своєї зв'язкової з «провідником Бандерою», наголошуючи, що «справа дуже важна і пильна». Проте І. Савицькій дуже важко дався шлях на Захід, куди вона прибула наприкінці 1946 р.
Не торкаючись усіх питань, які керівник національного підпілля в Україні ставив перед С.Бандерою, можна лише зауважити, що найголовніші з них стосувалися долі постанов Надзвичайного Великого Збору ОУН, які критично сприймали С.Бандера та його найближче оточення.
Як показав на допитах в МДБ УРСР колишній емісар С. Бандери В. Дишкант, у листі, який «Бистра» передала провіднику З4 ОУН від «Тура», останній зауважив, «що не заходить потреба скликувати Великий Збір Організації Українських Націоналістів (Б), бо постанови III Великого Збору є актуальні і не потребують ніякої зміни чи коректури».
Глибоко переконаний у доцільності й актуальності прийняття постанов III Надзвичайним Великим Збором ОУН, визнаючи УГВР найвищим політичним представництвом і керівництвом «українського визвольного самостійницького руху», Р. Шухевич, разом з тим із повагою ставився до С. Бандери, прагнув усунути суперечності між 34 ОУН і Проводом ОУН в Україні та шукав шляхи для консолідації всіх українських самостійницьких сил.
Свою офіційну позицію у згаданих питаннях «Тарас Чупринка» виклав 25 вересня 1947 р. у «Заяві Головного Командира Української Повстанської Армії». Найперше він відзначив «велику організаційну роль, яку відіграла ОУН, керована Степаном Бандерою, у процесі творення і росту УПА», великий внесок ОУН(Б) у скріплення «своїми високоідейними кадрами» УПА, в захисті її від нападів «з боку національних ворогів України».
Водночас Р. Шухевич наголосив, що УПА «стала виразно всенаціональною силою» і виступила ініціатором створення УГВР. Від липня 1944 p., підкреслив він, УПА підпорядковується УГВР «у політичній і в організаційно-персональній площинах».
Головний Командир УПА висловив надію, що оголошена від імені УПА заява принесе українській еміґрації, як старій, так і новій, повну ясність у порушених питаннях і дозволить «стати понад вузько партійні суперечки» та гідно репрезентувати український народ перед зовнішнім світом, йтиме разом з ним у боротьбі за створення УССД.
Хоча в 1946 p. ОУН і УПА витримали шалений наступ переважаючих сил тоталітарного режиму, проте кадрові втрати визвольного руху були відчутними. Як свідчила на допитах у МДБ УРСР зв'язкова «Тура» К.Зарицька («Монета»), масові операції совєтів влітку і восени 1946 р. «поставили оунівське підпілля в складне становище, а особливо стосовно зв'язку і керівництва низовими ланками організації». За її словами, всю зиму 1946/1947 pp. P. Шухевич «був у с. Княгиничі, не маючи з підпіллям майже жодного організаційного зв'язку». Він уважно читав радянські політичні видання, слухав радіопередачі з Москви, Великої Британії, США, складав різні аналітичні огляди.
Разом з тим, як засвідчив колишній керівник Рогатинського окружного проводу ОУН «Шпак» (3. Благий), у грудні 1946 р. «Тур» особисто розробив інструкцію проводу ОУН під умовною назвою «ОСА». Цей документ орієнтував революційне підпілля на активізацію діяльності у випадку збройного конфлікту між колишніми союзниками по антигітлерівській коаліції. У ньому перед підпільними структурами ОУН ставилися завдання організувати терористичні дії проти партійно-радянського активу та захоплення влади на місцях після поразки Радянської армії.
Р. Шухевич мало вірив у ймовірність війни між західними країнами і Радянським Союзом у найближчі роки, але як керівник революційного підпілля він мусив рахуватися з такою можливістю. Крім того, зазначена вище інструкція мала відіграти роль мобілізуючого чинника для членів ОУН, накреслити перед ними перспективи боротьби за УССД.
Не зумівши шляхом масових військових операцій знищити основні сили революційного підпілля, совєти посилили увагу до оперативно-розшукової роботи і проникненню своєї агентури в керівні ланки визвольного руху. Москва критично оцінювала результати дій органів держбезпеки УРСР і була налаштована помітно активізувати цю діяльність. 8 жовтня 1946 р. заст. міністра внутрішніх справ СРСР В.Рясний зажадав від МВС УРСР інформацію про результати реалізації плану «Бєрлоґа» («Барліг») щодо Р. Шухевича, М. Арсенича, Р. Кравчука, О. Гасина та В. Кука. При цьому підкреслювалося, що діями лише однієї оперативної групи МВС УРСР зазначений план буде важко виконати. З огляду на становище, Москва пропонувала МВС України активізувати роботу щодо викриття і ліквідації керівного підпілля ОУН, створити оперативні групи для розшуку і ліквідації Р. Шухевича, М. Арсенича. Р. Кравчука, О. Гасина та В. Кука. При цьому до кожної групи залучалися рухомий загін військ (50-70 вояків) і окрема спецгрупа.
Відтоді радянська влада розпочала планомірну і систематичну роботу з виявлення та ліквідації членів Проводу ОУН, і головним об'єктом її уваги став Р. Шухевич. Від часу захоплення більшовиками М. Степаняка, О. Луцького, братів Дужих (1944—1945 pp.) органи держбезпеки розпочали збирання відомостей про Головного Командира УПА, його рідних і близьких, з'ясування місця його перебування, відслідковування шляхів пересування та ліній зв'язку «Тура».
Водночас Р. Шухевич, хоч і усвідомлював постійно загрозу своєму життю з боку органів держбезпеки, проте не відсиджувався у бункерах і конспіративних квартирах, а регулярно інспектував структури визвольно-революційного підпілля, зустрічався з їх керівниками, ставив перед ними відповідні завдання. Так, колишній керівник Рогатинського окружного проводу ОУН «Шпак» (3.Благий) на допиті в МДБ УРСР заявив: «Шухевич особисто спілкується з членами Центрального „Проводу“ і з цією метою щорічно скликає наради, на яких обговорює питання обставин, стану підпілля і практичної антисовєтської роботи». За його словами, Р. Шухевич через спеціальних і особливо довірених зв'язкових і кур'єрів підтримував регулярний зв'язок із членами Проводу ОУН, котрі зазвичай не знали місця його перебування і передавали пошту його особистим зв'язковим «Монеті» (К. Зарицька) та «Анні» (Г. Дидик)
Сам Головний командир УПА дуже прискіпливо ставився до дотримання встановленого порядку особистих зустрічей. Коли до нього навесні 1946 р. прибув від С.Бандери кур'єр «Славко», то він відмовився з ним зустрітися, заявивши, що не мав інформації про його прибуття і не знає його особисто, а тому «не може говорити з ним з організаційних питань». «Тур» через «Монету» прийняв лише пошту від Провідника 34 ОУН.
У супроводі бойовиків «Тур» пройшов сотні кілометрів по території Дрогобицької, Львівської, Станіславської і Тернопільської областей. За словами В. Кука, бойова охорона Р. Шухевича нараховувала від 5 до 20 осіб, разом із бойовиками, зв'язковими та кур'єрами.
Існувала й ретельно організована мережа конспіративних квартир Головного Командира УПА. Їх кількість була значною. За даними В. Кука, у серпні 1944 p. Р. Шухевич перебував у с. Улашківці на південь від м. Чорткова, а восени та взимку 1944—1945 pp. — в Бережанському та Козівському районах Тернопільщини, в околицях сіл Бишки — Потік — Конюхи — Августівка — Жуків — Рай. У с. Августівці перебував з осені 1944 р. до весни 1945 р. Улітку 1945 р. мав криївки в с. Рай. Черговим місцем постою стало с. Пуків на Рогатинщині, де Шухевич перезимував із 1945-го на 1946 р. Від жовтня 1946 р. до 21 вересня 1947 р. мешкав у с. Княгиничі Рогатинського району. Звідси місце постою було перенесено у Комарнівський район на Дрогобиччині, у с. Грімне. Ця криївка проіснувала до осені 1947 р. Зиму 1947/1948 pp. P. Шухевич провів у Львові, в будинку на вул. Кривій. Від весни 1948 р. до загибелі Головний командир УПА перебував у с. Білогорща. За словами вже згадуваного 3. Благого, Р. Шухевич у зимовий час, звичайно, переховувався в населених пунктах поблизу шосейних шляхів або залізничних магістралей. При цьому він зазвичай перебував один, а його зв'язкові і бойовики охорони розташовувалися десь поряд, маючи заздалегідь вказівки про місця зустрічі з «Туром».

### 1947
З огляду на перебіг подій і очікувані чергові наступальні дії совєтів, Р. Шухевич, як повідомляла на допиті К.Зарицька, у квітні 1947 р. покинув свій бункер в с. Княгиничі та зі своєю охороною пішов до Рогатинського лісу з метою ознайомитися зі станом націоналістичного підпілля та поставити перед повстанцями і підпільниками завдання подальшої «антисовєтської діяльності». Наприкінці червня 1947 р. «Тур», разом із шефом ГВШ УПА «Лицарем» (О. Гасин), прибули в Дрогобицьку область, де в горах містився Головний Осередок Пропаганди (ГОСП) ОУН на чолі з «Севером» (П. Федун).
Тут він скликав нараду зі співробітниками ГОСП та поінформував їх у деяких актуальних питаннях діяльності ОУН і УПА, які перед тим було обговорено з провідником ОУН на ЗУЗ Р. Кравчуком («Петро») та провідником ОУН Карпатського краю В. Сидором («Шелест»).
За словами К. Зарицької, Р. Шухевич за лінією організаційної роботи вважав за необхідне забезпечити надійність зв'язку керівних органів із середніми та низовими ланками підпілля ОУН, надати увагу збереженню кадрів, особливо СБ, тому що остання охороняє організацію від різних провокацій і проникнення до її лав більшовицької агентури.
Торкаючись внутрішнього життя в Радянському Союзі, «Тур» відзначив, що комуністична партія посилює свою діяльність на ідеологічному фронті, що економічні плани більшовиків розраховані на підготування до війни. Він також звернув увагу пропагандистів ОУН на потребу ширше використовувати у своїй роботі міжнародні стосунки. Р. Шухевич вважав, що зростання конфлікту між західними країнами і Радянським Союзом буде вирішено тільки війною.
«Тур» також висловив побажання, щоб ГОСП посилив виховну роботу з членами ОУН та організував розповсюдження націоналістичної літератури, особливо на сході України і серед українців-східняків у західному регіоні. Після зазначеної наради Р. Шухевич, разом із шефом ГВШ УПА «Лицарем», відійшов у Рогатинські ліси, де була «база для укриття керівного складу підпілля Галичини».
Тут він незабаром отримав неприємну вістку про арешт 21 вересня 1947 р. в м. Ходорів його зв'язкової «Монети» (Катерини Зарицької), хоча спочатку йшлося про її загибель у перестрілці. Ця мужня жінка не дала себе схопити без боротьби і пострілом з пістолета вбила одного з нападників. В особі «Монети», яку він знав з роботи в ОУН ще з початку 1930-х років і зі Львівського процесу ОУН 1936 p., P. Шухевич втратив не тільки близького друга, але й талановиту помічницю з питань організаційної роботи та забезпечення його зв'язком із керівними діячами.
У 1947 p., враховуючи необхідність посилення керівництва визвольно-революційним рухом, а також загибель у 1944—1945 pp. двох членів бюро проводу ОУН, Р. Волошина та Д. Маївського, Р. Шухевич призначив В. Кука своїм заступником на керівних посадах у проводі ОУН та УГВР. За словами В. Кука, йому було доручено керувати «Східними краями (ПЗУЗ, Поділля, східні області)». 1947 рік, у якому сили визвольного руху знову витримали потужні удари МДБ—МВС, Головний Командир УПА «Тарас Чупринка» оцінював загалом як вдалий для українського збройного підпілля. Про це він сказав у своєму святковому наказі від 14 жовтня 1947 р. до «бійців і командирів УПА, членів визвольно-революційного підпілля». У ньому насамперед підведено підсумки п'ятирічної боротьби УПА як на «протинімецькому», так і на «протисовєтському» фронтах, загалом охарактеризованої успішною.
Особливо позитивно оцінював Р. Шухевич боротьбу УПА під «більшовицькою окупацією», починаючи з другої половини 1944 р., коли, за його словами, йшлося про те, «бути чи не бути» українському народові". На думку Головного Командира УПА, українські повстанці та підпільники не дозволили «фізично винищити українській народ у передових лавах імперіалістичних фронтів», не дали можливості совєтам «вигнати українське населення на нові каторжні роботи в СРСР», а також зірвали спроби більшовиків «провести повне економічне пограбування народу шляхом загнання селянства в сталінський колгосп».
«Тарас Чупринка» вважав, що п'ятирічна героїчна боротьба УПА і визвольно-революційного підпілля — найгероїчніша доба історії України. Вітаючи повстанців і підпільників зі святковим днем УПА, Р. Шухевич був налаштований оптимістично і вважав, що «нові визвольні змагання» завершаться перемогою самостійницьких сил.
Що стосується радянської сторони, то, аналізуючи перебіг подій за листопад-грудень 1947 p., Управління з перевірки партійних органів ЦК КП(б)У, хоч і відзначило активізацію боротьби з ОУН і УПА, але було вимушене визнати успішні дії українських повстанців у Дрогобицькій, Львівській, Рівненській, Станіславській і Тернопільській областях. Особливу занепокоєність влади викликала ліквідація збройним підпіллям у грудні 1947 р. 13 голів і секретарів сільських рад, 12 кандидатів у депутати місцевих рад і 10 інших радянських працівників. Отож, невипадково 17 грудня 1947 р. другий секретар ЦК КП(б)У Д. Коротченко надіслав до обласного керівництва телеграму з вказівками посилити боротьбу з ОУН і УПА.
Напружена праця в 1946—1947 pp., дуже часте перебування у підземних сховищах, психічне перевантаження суттєво позначилися на стані здоров'я такої фізично загартованої людини як Р. Шухевич. Вже у червні 1947 р. було організовано медичне обстеження «Тура» у львівського лікаря М. Лотовича. Його діагноз був невтішний: «пацієнт страждає на послаблення серцевих м'язів, катар шлунку, ревматизм суглобів». У 1948—1949 pp. P. Шухевич зі своєю зв'язковою Г. Дидик нелегально пройшов курс лікування на курортах Одеси.

### 1948
Навесні 1948 p. Р. Шухевич був занепокоєний тривалими суперечками в керівництві ОУН на ПЗУЗ (Волинь—Полісся) між крайовим провідником «Смоком»/«Чупринкою» (М.Козак) і провідником Східного краю ОУН «Одеса» С. Янішевським («Далекий», «Юрій»). Останній ще з кінця 1944 р. звинувачував «Смока», котрий у той час був референтом СБ ОУН на ПЗУЗ, у безпідставному знищенні націоналістичних кадрів начебто за підозрою у співпраці з НКВС. Ця справа довгий час розслідувалася референтурою СБ Проводу ОУН і дії «Смока» було загалом визнано правильними, а «Далекого» закликали до організаційної дисципліни, але він не полишав конфлікту, продовжуючи ворогувати зі «Смоком».
Тоді «Тур» вирішив направити на ПЗУЗ колишнього політичного референта проводу ОУН Закерзонського краю В. Галасу («Орлан», «Зенон»). Останній у травні 1948 р. зустрівся з Р. Шухевичем в Ілівському лісі недалеко від Львова. Як свідчив на допиті в МДБ В. Галаса, він був призначений делегатом Проводу ОУН на територію Волинської і Рівненської областей, отримавши завдання ліквідувати конфлікт між «Смоком» і «Далеким», зайнятися підбором кваліфікованих оунівських кадрів на ПЗУЗ, вжити заходів до покращення конспірації структур ОУН і активізувати їх діяльність.
Водночас Р. Шухевич дав вказівки В. Галасі «активізувати оунівську діяльність у північних районах Житомирської і Київської областей» та погодити це питання з «Лемішем» (В. Кук), котрий здійснював загальне керівництво працею ОУН у Східній Україні.
Однак ліквідувати конфлікт на ПЗУЗ виявилося нелегко і лише арешт МДБ у жовтні 1948 р. «Далекого» нормалізував там ситуацію. А після загибелі в лютому 1949 р. «Смока» Василь Галаса цілковито обійняв керівництво діяльністю ОУН на ПЗУЗ.
У середині 1948 р. обидві сторони — самостійники і більшовики — ретельно готувалися до продовження боротьби. 1 червня цього ж року Політбюро ЦК КП(б)У ухвалило розлогу постанову «Про поліпшення масово-політичної роботи, подальший розвиток колгоспного будівництва і ліквідацію залишків банд українсько-німецьких націоналістів у західних областях УРСР». Цей документ мав на меті втягнути в радянське будівництво через колективізацію сільського господарства українське село і остаточно ліквідувати масову базу визвольно-революційного руху та підірвати його матеріальну базу.
Водночас перед органами МДБ і МВС ставилося завдання активізувати всі форми боротьби з ОУН і УПА, зосередивши основну увагу на "розробці та знищенні членів і функціонерів так званого «Центрального провода ОУН», а також «виявити і повністю ліквідувати бандгрупи та їх ватажків».
1-15 червня 1948 р. на базі керівника Львівського крайового проводу ОУН «Федора» (З. Тершаковець) Р. Шухевич провів нараду з членами Проводу ОУН за участю «Петра» (Р. Кравчук), «Леміша» (В. Кук), «Лицара» (О. Гасин), «Шелеста» (В. Сидор). На ній було розглянуто два питання: про політичне і міжнародне становище, стан та завдання підпілля ОУН.
Як свідчив на допиті в МДБ уже згадуваний «Шпак» (3. Благий), за підсумками наради було складено таємну інструкцію, яку надсилали лише членам Проводу ОУН, а вони мали в усній формі довести її зміст до всіх керівних ланок підпілля.
В оцінці міжнародного становища учасники наради виходили з того, що загострення відносин між США і Радянським Союзом має в перспективі привести до війни між ними, тож український самостійницький рух має бути готовим до захоплення влади в Україні на випадок поразки більшовиків.
Характеризуючи стан визвольно-революційного підпілля, члени Проводу ОУН відзначили нестачу кадрів, здатних вирішувати основні завдання активної збройної боротьби з радянською владою та вести роботу серед населення західних областей у цьому напрямку. Було зазначено, що підпілля щоденно втрачає найбільш загартовані та перевірені кадри, а поповнення його лав в умовах конспірації та протидії більшовиків йде з великими труднощами. Щодня слабшає підтримка ОУН з боку населення, а серед окремих керівних працівників спостерігається падіння «бойового духу», що відзначив сам «Тур».
З огляду на зазначене, пропонувалося забезпечити рівномірне розміщення керівних кадрів з тим, щоб охопити всі терени західних областей досвідченими організаторами з високими моральними якостями, здатними вести роботу серед населення і зміцнювати моральний стан учасників визвольно-революційного підпілля. Було також ухвалено посилити вимогу до конспірації учасників підпілля.
Особливу увагу було звернуто на зміцнення структур СБ, залучення до них найкращих членів підпілля. Місцевим провідникам заборонялося переміщувати співробітників СБ без дозволу на це їх ділових зверхників. Поряд із цим референти СБ зобов'язувалися інформувати керівників підпілля з питань проникнення в їх середовище агентури МДБ.
Принципове значення мало вирішення питання про створення легальної мережі ОУН з учнівської та студентської молоді, котра після проходження націоналістичного вишколу мала поповнювати лави революційного підпілля.
Учасники наради зайняли жорстку позицію щодо колективізації сільського господарства: організаторів колгоспів та активістів, а також матеріальну базу таких господарств пропонувалося знищувати, а селян — закликати до активної протидії заходам колективізації.
Члени Проводу ОУН зійшлися на необхідності різко посилити націоналістичну діяльність у східному регіоні Україні: виявити серед членів ОУН жителів цього регіону і надіслати їх туди для роботи; організувати активну пропагандистську роботу серед мешканців східних областей, котрі працюють у західному регіоні, з метою залучення їх до лав ОУН.
Питання, розглянуті та схвалені членами Проводу ОУН 15 червня 1948 p., звичайно, мали б зміцнити лави визвольно-революційного підпілля і посилити його відпорність тоталітарному режиму, але останній щодня нарощував зусилля у боротьбі з ОУН і УПА. При цьому більшовики не обмежувалися лише силовими акціями проти повстанців і підпільників. Їх постійним об'єктом було й населення західних областей, котре вони у різний спосіб намагалися відвернути від допомоги ОУН і УПА.
У середині літа 1948 р. Бюро Інформації УГВР опублікувало інтерв'ю свого кореспондента з Головою Генерального Секретаріату УГВР «Р. Лозовським». Серед питань, на які давав відповіді Р. Шухевич, особливе значення мало роз'яснення ним причин переходу трьох груп вояків УПА із Закерзоння через територію Чехословаччини до американської зони окупації Німеччини у травні-жовтні 1947 p., тому що в колах української еміграції ширилися чутки, що зазначені факти свідчать про згортання збройної боротьби ОУН і УПА.
«Р. Лозовський» категорично відкинув звинувачення у «капітуляції» перед ворогом чи втечі на еміграцію українських повстанців, а пояснив згаданий перехід неможливістю далі вести боротьбу в Закерзонні через спільні дії польських комуністів і радянської влади проти ОУН і УПА. При цьому він підкреслив, що «основна частина відділів УПА та революційних кадрів із-за так званої лінії Керзона літом 1947 р. перейшла до так званої Української РСР, щоб тут продовжувати свою визвольно-революційну боротьбу за визволення України з-під панування окупантів».
У своєму інтерв'ю Роман Шухевич також наголосив на позиції УГВР, визвольного руху через «посилення більшовицької колективізаційної акції на західноукраїнських землях», що стало відчутним в 1948 р. При цьому «Р. Лозовський» зауважив, що «український визвольно-революційний рух» бореться проти «більшовицької колгоспної системи» не тільки тому, що вона «є знаряддям варварської економічної й фізичної експлуатації українського селянства», а й через те, що «ця система є також засобом політичного підкорення українських селянських мас більшовицькій імперіалістичній кліці».
В останньому випадку мова йшла про те, що керівні кола ОУН і УПА гостро усвідомлювали прямий зв'язок між колективізацією сільського господарства в західному регіоні та продовженням боротьби визвольно-революційного руху з більшовицьким режимом, адже чільні представники останнього вважали, що «при індивідуальному господарстві» українським націоналістам «легше триматися».
Що стосується перспектив визвольно-революційної боротьби, то Р. Шухевич дивився на них з оптимізмом. Він вважав, що хоч більшовики завдали революційному підпіллю «значних утрат у людях», але вони не зуміли «ні розбити нашу підпільну організацію, ні скільки-небудь серйозно підірвати її силу, не добилися ніяких результатів на фронті ідейно-політичного наступу на український визвольний рух».
«Р. Лозовський» дав високу оцінку «революційним повстанським кадрам», котрі в «своїй сьогоднішній боротьбі спираються на величезний бойовий, конспіративний, організаційний і політичний досвід, що його вони здобули впродовж чотирьох років своєї боротьби в умовинах більшовицького режиму, а зокрема на досвід боротьби з МВД і МГБ». Він також висловив сподівання, що «сприятливим для справи нашого визволення буде й розвиток міжнародних подій» і наголосив, що український народ «не може послаблювати своєї боротьби тоді, коли, можливо, година його національного визволення вже не так то далеко».
Звичайно, наведений вище матеріал, який розраховувався на широке оприлюднення за кордоном, був надмірно оптимістичний, і це прекрасно розумів Р. Шухевич, котрий знав реальний стан справ, де шальки терезів у боротьбі схилялися на бік більшовиків, а визвольний рух зазнавав непоправної втрати кадрів.
4 листопада 1948 р. органами МДБ було вбито провідника ОУН Львівського краю «Федора» (З. Тершаковець), на той час одного з найталановитіших керівників визвольно-революційного підпілля. З його діяльністю більшовики пов'язували активні диверсійні й терористичні дії ОУН і УПА в 1947—1948 pp. на території Львівської області, а також у північних частинах Дрогобицької та Станіславської областей. При цьому вони зазначали, що «Федора» призначив на посаду Провідника ОУН Львівського краю «особисто Шухевич».
За свідченням Г. Дидик, коли стало відомо про загибель «Федора», то Р. Шухевич був цим сильно занепокоєний і якось на конспіративній квартирі в с. Білогорщі сказав: "Нікого нема, залишився тільки «Наум»", тобто Осип Дяків, котрий заступив «Федора».
А незабаром ще одна кадрова втрата вразила «Тура»: 10 листопада 1948 р. спецгрупа МДБ знищила керівника СБ Львівського краю ОУН Я. Дякона («Мирон»). За свідченнями Ольги Гасин, дружини шефа ГВШ УПА, Р. Шухевич вважав Я. Дякона «одним із самих обдарованих молодих керівників СБ крайового проводу ОУН».
Від початку 1949 р. тоталітарний режим продовжував завдавати ударів силам визвольно-революційного руху і цю обставину прекрасно розумів Р. Шухевич. 12 січня 1949 р. на конспіративній квартирі у Львові відбулася розмова Головного Командира УПА з шефом ГВШ УПА О. Гасиним. Як свідчила на допиті в МДБ дружина О. Гасина Ольга, під час згаданої розмови йшлося про можливість «виникнення війни між англосаксами та Совєтським Союзом», а також про стан кадрів націоналістичного підпілля.
За словами Ольги Гасин, Р. Шухевич критикував її чоловіка за те, що він ще з 1944 р. постійно прогнозував збройне зіткнення між колишніми союзниками по антигітлерівській коаліції, але з його думкою «ніхто не рахується і війну не оголошує». Сам «Тур» так виклав свою точку зору: «Війна… між Совєтським Союзом і англосаксами може виникнути тоді, коли Америка і Англія підготують свій народ у ворожому наставленні, спрямованому проти Совєтського Союзу, а для цього необхідний тривалий період часу для перероблення свідомості людей, котрі в 1944—1945 pp. разом билися проти фашистської Німеччини та її васалів». Крім того, він вважав, що таку війну можна чекати лише через 5—7 років, а на цей час, на його думку, «нікого з підпільників на українських землях не залишиться».
Під час розмови Р. Шухевич та О. Гасин зійшлися на думці, що «націоналістичному підпіллю в умовах совєтської дійсності з кожним днем стає все важче працювати». Вони, за словами Ольги Гасин, також визнали, що з часу повернення радянської влади «на території західних областей знищені всі основні керівні кадри оунівського підпілля» і «особливо оунівському підпіллю колосальні збитки нанесені в 1948 p.». і це були, на жаль, не останні кадрові втрати ОУН і УПА.

### 1949— початок 1950

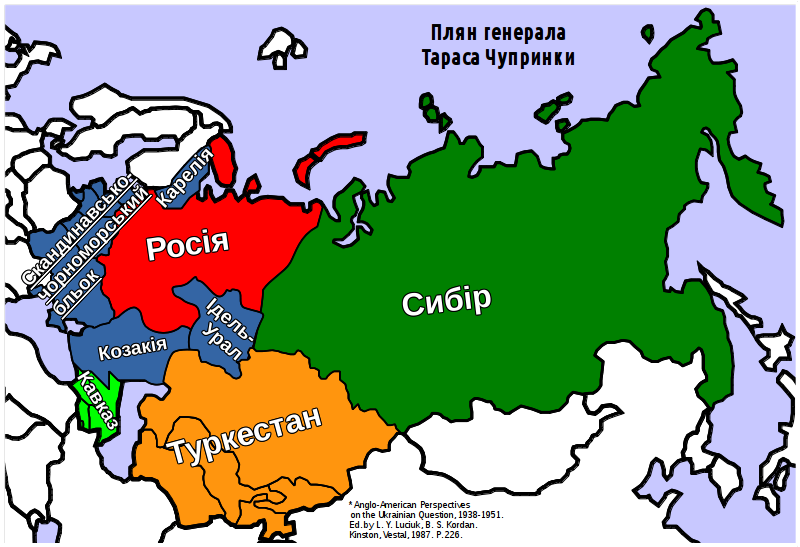
План розділу СРСР (1949), який приписували Роману Шухевичу

З огляду на кадрові втрати і постійне зростання переваги противника, керівне середовище визвольно-революційного руху дійшло висновку про доцільність згортання діяльності УПА як збройної формації. На підставі ухвали УГВР 29 серпня 1949 р. Головний Командир УПА Р. Шухевич видав 3 вересня 1949 р. наказ 4.2, згідно з яким усі підвідділи і штаби УПА тимчасово припиняли свою діяльність як бойові одиниці й органи управління. Від цього часу основний тягар боротьби з тоталітарним режимом покладався на підпілля ОУН, до якого увійшли військовики УПА, а бойові акції поступово відходили на другий план.
Це було дуже правильне рішення, адже ще наприкінці 1947 p., посилаючи свого емісара В. Дишканта на зустріч із Р. Шухевичем, С. Бандера просив передати йому про необхідність «демобілізації УПА і зведення до мінімуму бойових виступів, які приносять більше шкоди, ніж користі». Головне завдання для революційного підпілля: «витримати і ще раз витримати».
Хоч В. Дишканта 1948 р. по дорозі до України схопили у Варшаві і передали МДБ УРСР, але ті пропозиції, які він мав передати Р. Шухевичу, були останнім усвідомлені самостійно, про що свідчить наказ Ч.2 від 3 вересня 1949 р.
Тим часом відсутність підтримки іззовні змусила керівництво визвольно-революційним рухом оприлюднити за кордоном «Звернення воюючої України до всієї української еміграції» (жовтень 1949 p.). Під цим документом стояв підпис Голови Генерального Секретаріату УГВР і Головного Командира УПА «Р. Лозовського-Чупринки».
Цей документ було адресовано, звичайно, не лише українській еміграції; він мав також переконати, головним чином, світову спільноту в тому, що уникнути війни з Радянським Союзом неможливо і що «…єдиний для світу порятунок — це якнайскоріше й повне знищення російсько-більшовицького імперіалізму на його теперішніх вихідних позиціях».
Хоч «Звернення…» було наповнене оптимізмом, проте воно, на нашу думку, свідчило про катастрофічне танення сил визвольно-революційного руху в Україні. І Р. Шухевич це відчував, хоч усе своє життя підтримував у свідомості своїх соратників потребу продовження безкомпромісної боротьби з більшовицьким режимом.
Такою є нелегка доля кожного політичного керівника, котрий не може за будь-яких причин зневірятись у досягненні поставленої мети, якій присвятив своє життя, тому повинен йти до кінця, хоч він і приведе його у вічність. Цей трагічний шлях і обрав «Тарас Чупринка».
24 жовтня 1949 р. у Львові сталася подія, яка фатально вплинула на долю Р. Шухевича. Наступного дня перший секретар ЦК КП(б)У М. Хрущов надіслав повідомлення Й. Сталіну про те, що «в своїй квартирі бандитами був по-звірячому вбитий український письменник Галан Я. А.». Звичайно, провина за цей акт покладалася на націоналістичне підпілля.
Кремль нервово зреагував на повідомлення з Києва. Терміново до Й. Сталіна було викликано заступника шефа МДБ СРСР генерал-лейтенанта Сєлівановського. Йому було вказано на незадовільну «роботу органів держбезпеки по боротьбі з бандитизмом у Західній Україні». Незабаром Сєлівановський разом зі своїм колегою П. Судоплатовим вилетіли в Україну. Як згадував П. Судоплатов, йому було «наказано зосередитися на розшуку ватажків бандерівського підпілля та їх ліквідації».
16 листопада 1949 p. Управління 2-Н МДБ УРСР склало розлогу довідку «на керівника оунівського підпілля в західних областях УРСР — члена Центрального „Проводу“ ОУН Шухевича Р. Й.». У цьому документі зазначалося, що «Шухевич залишається одним із провідних організаторів і керівників банд оунівського підпілля в Україні та користується великим авторитетом в Закордонному бюро Центрального „Проводу“ ОУН і особливо у Бандери Степана». Підкреслювалося також, що він «сильний оунівський конспіратор». У довідці детально говорилося про склад родини «Тура», місця його переховування. Вважалося, що зараз Р. Шухевич перебуває десь на кордоні Львівської і Дрогобицької областей, у так званому Ілівському лісі та розташованих навколо нього населених пунктах.
Важко сказати, чи знав Головний Командир УПА, що полювання за ним стало завданням надзвичайної державної ваги для органів держбезпеки і вступило у вирішальну стадію. Але є свідчення того, що він не дуже цим переймався і був зосереджений на вирішенні завдань зміцнення позицій визвольно-революційного руху та продовження боротьби з більшовиками.
Останні думки Р. Шухевича із зазначених вище питань відображені в його листі-інструкції своїй колишній зв'язковій О. Ільків («Роксоляна»), котра мала виїхати для організаційної праці в східні області України. Цей лист було вилучено 16 березня 1950 р. органами МДБ при обшуку конспіративної квартири «Роксоляни».
Як свідчить зміст листа, «Тур» вважав, що від СУЗ (Східні Українські Землі) залежить майбутнє України, і що ОУН вже низку років прагнула працювати на Сході «з більшими чи меншими успіхами». Тому Р. Шухевич схвально оцінював прагнення «Роксоляни» «добитися до СУЗ».
Перед тим, як сформулювати перед О. Ільків основні завдання її діяльності у східному регіоні України, «Тур» звернув її увагу на сучасні міжнародні стосунки. Висловлюючи офіційну точку зору ОУН, він наголосив на можливості війни між західними країнами і Совєтським Союзом — через кілька років або дуже швидко, — але підкреслив, що ставку на це робити не можна.
Р. Шухевич також відзначив, що від 1947 р. «громадська думка всього світу починає схилятися до нас все більше і більше», а тому головне завдання визвольно-революційного руху «протриматися до війни» і продемонструвати таку здатність до боротьби, щоб із нею рахувалися західні країни у разі поразки Совєтського Союзу.
Наставляючи «Росксоляну» до праці на східних теренах, Р. Шухевич рекомендував їй: протриматися до війни і не долучатися ні в яку освітню чи політичну роботу; якщо прийде до розвалу совєтської влади, то треба організувати й агітувати українців до проголошення гасел «Самостійної України»; Україну треба проголошувати від імені УГВР; залучати до національної роботи сільську і міську інтелігенцію, котра розмовляє українською мовою.
На останок «Тур» підкреслив, що коли «Роксоляні» вдасться впоратися з поставленими перед нею завданнями, то це буде вагоміше, «ніж робота і смерть тисяч наших повстанців».
Хоч ми знаємо, що виїзд «Роксоляни» на схід України не відбувся, але лист-інструкція Р. Шухевича становить великий інтерес, бо в ньому зафіксовані останні думки керівника українського визвольно-революційного руху щодо місця і ролі східного регіону в боротьбі за самостійну Україну.
Тим часом емдебісти настирливо шукали місце переховування Р. Шухевича та лінії зв'язку до нього. Наприкінці лютого 1950 р. вважалося, що він ховається десь на стику адміністративних кордонів Глинянського, Перемишлянського і Бібрського районів Львівської області, і в цій місцевості планували провести спецоперацію з метою його захоплення. Водночас велася робота і по Львову, де часто перебував «Тур». Саме тут через свого аґента «Поліну» співробітники МДБ натрапили на одну із зв'язкових Р. Шухевича, Дарію Гусяк («Дарка», «Нуся»). З березня 1950 р. за допомогою «Поліни» Д. Гусяк було схоплено, і вона стала об'єктом енергійної оперативної розробки. Але «Нуся», незважаючи на тортури та знущання над її матір'ю, трималася на допитах дуже мужньо.
Тоді емдебісти вдалися до провокаційної комбінації, так званої «внутрішньокамерної» розробки, коли Д. Гусяк посадили до камери, де перебувала під виглядом підпільниці агент «Роза» (А. Фроляк). Остання зуміла швидко увійти у довір'я до «Нусі», особливо згадавши «Монету» (К. Зарицька), котра начебто сиділа в сусідній камері. Коли Д. Гусяк дізналася, що нібито «Розу» звільняють за відсутністю доказів, то фатально згодилася передати через неї записку на адресу Н. Хробак, котра мешкала в с. Білогорща Брюховицького району, де в цей час переховувався Р. Шухевич. У записці, зокрема, говорилося: «основне питання — це про ШУ і ДІ». Так, о 22.00 4 березня 1950 р. фактично стало відомо про місце перебування «Тура».

### Останній бій і смерть Романа Шухевича

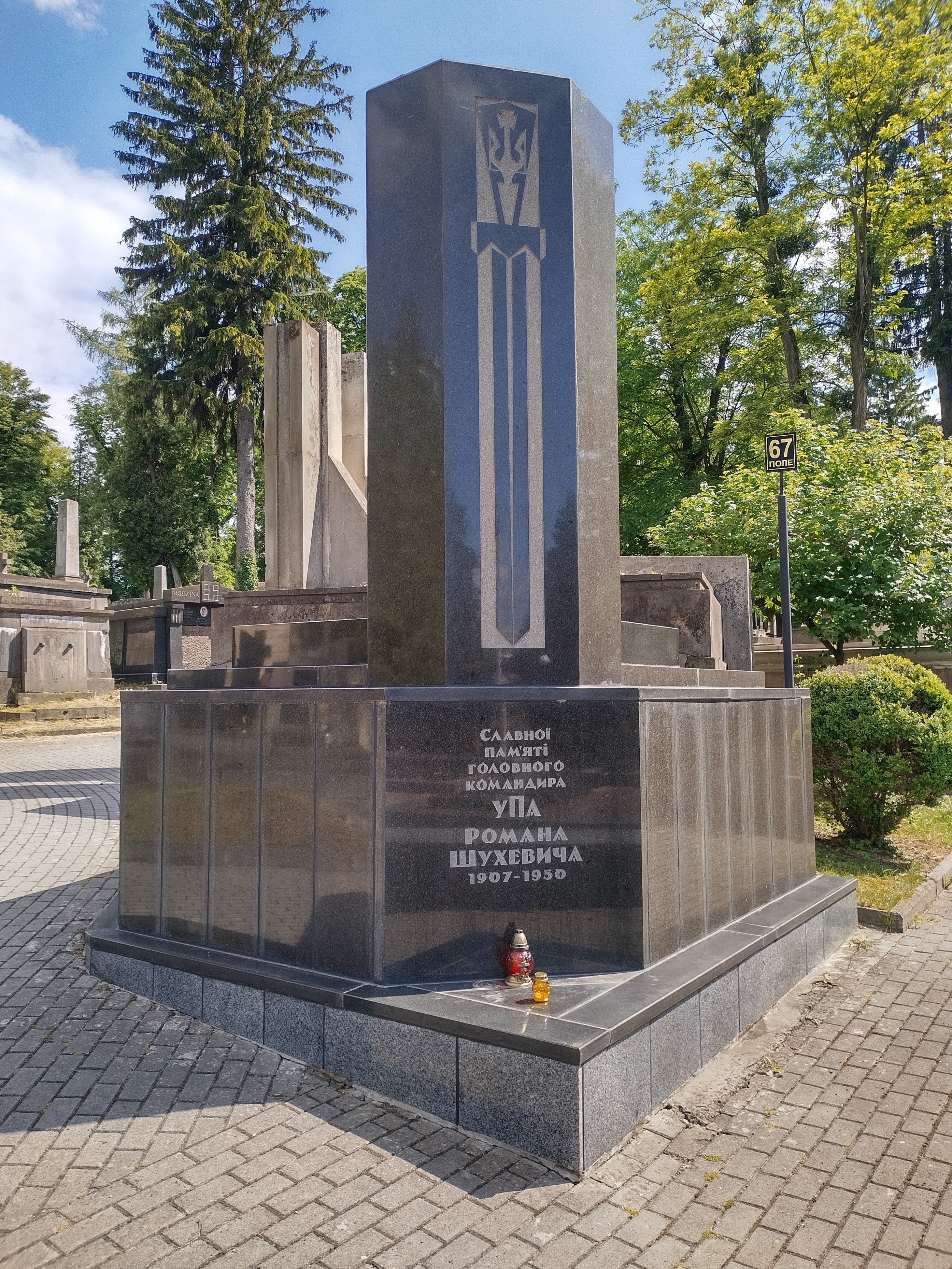
Надгробок Романа Шухевича на Личаківському цвинтарі у Львові

У ніч з 4 на 5 березня 1950 р. терміново розробляється «План чекістсько-військової операції по захопленню чи ліквідації „Вовка“», який затвердили заступник міністра держбезпеки УРСР Віктор Дроздов і представник МДБ СРСР генерал-лейтенант П. Судоплатов. Водночас був створений оперативний штаб у складі В.Дроздова, П.Судоплатова, начальника УМДБ Львівської області полковника В.Майструка і начальника Внутрішніх військ МДБ Української округи генерал-майора Фадєєва. До операції залучалися оперативні резерви 62 СД ВВМДБ у Львові, штабу Української прикордонної округи і Управління міліції м. Львова, а також військової сили (600 бійців), котрі були задіяні для зачищення місцевості на стику Глинянського, Перемишлянського та Бібрського районів Львівської області.
Оскільки не було точних даних, де саме шукати «Вовка», то для захоплення було накреслено п'ять об'єктів: 9 будинків у с. Білогорща та його околицях, де мав би переховуватися Р. Шухевич, його зв'язківці та бойовики охорони. Весь цей район підлягав блокуванню до 6.50 5 березня 1950 р. Підготували також мобільний резерв на автомашинах у складі майже 350 вояків на випадок отримання нових даних про місця укриття «Вовка». Загальна кількість учасників операції становила до тисячі осіб і почалася вона близько 8.00 5 березня 1950 р. Одній з оперативних груп вдалося схопити сина Н. Хробак Данила, який випадково вибіг з хати. Від нього дізналися адресу будинку його сестри Г. Конюшик, який був місцем переховування Р. Шухевича. Як пише В. Кук, «Тур» уже вирішив увечері 5 березня 1950 р. змінити місце свого постою і ще 3 березня відправив своїх охоронців «Зенка» і «Левка» перевірити надійність нового укриття. Коли група офіцерів Управління 2-Н і Львівського управління МДБ УРСР у супроводі бійців охорони підійшли до помешкання Г. Конюшик, їм двері відчинила Галина Дидик, яка назвалася Стефанією Кулик. Але емдебісти впізнали Галину Дидик і увійшли до будинку. Їй було запропоновано, щоб «Роман Шухевич, який переховується разом з нею, здався і щоб вона посприяла цьому, тоді їм буде збережене життя».
Тим часом МДБбісти розпочали розшук у будинку, хоча впевненості в них щодо присутності в цей час у цьому приміщенні Р. Шухевича не було. Як стверджують сучасні дослідники Д. Вєдєнєєв та Г. Биструхін, «криївка» Головного Командира УПА була добре замаскована і, на їхню думку, «в такому сховищі можна було пересидіти обшук, не виявивши себе.» Але можливо, вперше опинившись у такому надзвичайно складному становищі, напружені нерви «Тура» не витримали й він, почувши кроки на східцях, вистрілив через дерев'яну перегородку «криївки» і з пістолетом у руках здійснив спробу прориву. При цьому Р. Шухевич пострілом убив начальника відділення Управління 2-Н МДБ УРСР майора О. Ревенка і збив з ніг полковника В. Фокіна, заступника начальника УМДБ у Львівській області. Але на виході з будинку його вбили автоматною чергою.
У записці по «ВЧ», яку 5 березня 1950 р. терміново надіслали П. Судоплатов, В. Дроздов і В. Майструк на ім'я міністра державної безпеки СРСР Віктора Абакумова й міністра держбезпеки УРСР М. Ковальчука, стисло повідомлялося, що Р. Шухевич «вчинив збройний спротив, відкрив вогонь з автомата» і "попри вжиті заходи до захоплення живим, в ході перестрілки був убитий сержантом 8 CP 10 СП ВВ МДБ". У документі також повідомлялося, що тіло Р. Шухевича впізнали його син Юрій, колишня зв'язкова Проводу ОУН Катруся Зарицька («Монета») та колишній господарський референт Проводу ОУН 3. Благий («Шпак»).

Посмертне фото. 5 березня 1950 р.

Так завершилася довготривала, фактично розпочата з 1944—1945 pp., операція спецслужб Радянського Союзу з ліквідації керівника українського визвольного руху Романа Шухевича. Його загибель стала непоправною втратою для українського визвольно-революційного руху. З огляду на авторитет генерала, замінити його на керівних посадах революційного підпілля було практично неможливо. Як справедливо зазначив генерал МДБ П. Судоплатов, «після смерті Шухевича рух спротиву в Західній Україні пішов на спад і незабаром згас». Високий чин МДБ СРСР також визнав, що Р. Шухевич був людиною незвичайної хоробрості, мав досвід конспіративної діяльності та зумів впродовж семи років «займатися активною підривною діяльністю».
Тим часом закордонні організації українського самостійницького руху тривалий час не мали інформації про долю Р. Шухевича. Як згадує у своїй праці Лев Шанковський, широкі маси української еміґрації лише через сім місяців дізналися про загибель керівника націоналістичного підпілля в Україні. А першою у світі повідомила про смерть генерала «Тараса Чупринки» американська агенція «Associated Press» 21 жовтня 1950 р. Від цього часу на всіх теренах, де перебувала українська еміграція, розпочалися жалобні академії та робилися офіційні заяви, присвячені пам'яті Головного Командира УПА.

## Нагороди і почесні звання
- Згідно з Постановою УГВР від 7.07.1950 р,. Голова Генерального секретаріату УГВР Роман Шухевич — «Лозовський» нагороджений Золотим хрестом заслуги УПА.
- Згідно з Постановою УГВР від 7.07.1950 р., Головний командир УПА генерал-хорунжий УПА Роман Шухевич — «Тарас Чупринка» нагороджений Золотим хрестом бойової заслуги УПА 1 класу[111][112].
- 12 жовтня 2007 року указом Президента України В.Ющенка «за визначний особистий внесок у національно-визвольну боротьбу за свободу і незалежність України та з нагоди 100-річчя від дня народження та 65-ї річниці створення Української повстанської армії» посмертно нагороджений званням Героя України[2]. У жовтні 2009 року Донецький окружний адміністративний суд відмовився розглядати скаргу приватної особи на цей Указ, оскільки він не порушує прав позивача[113]. Після приходу до влади проросійського Президента Януковича, 21 квітня 2010 р. Донецький апеляційний адміністративний суд задовольнив апеляцію і визнав незаконним Указ про присвоєння звання Героя України головнокомандувачу Української повстанської армії Роману Шухевичу, оскільки той не був громадянином України[113]. Це рішення було піддане критиці, зокрема прихильниками президента Ющенка та націоналістами[114]. У серпні 2011 р. Вищий адміністративний суд України залишив у силі рішення апеляції про скасування президентського указу[4].
- У відповідь на позбавлення звання Герой України низка міст західної України присвоїла Романові Шухевичу звання почесного громадянина. Так, 16 березня 2010 року він отримав звання «Почесний громадянин міста Хуст», 30 квітня — «Почесний громадянин міста Тернопіль», 25 березня — Почесний громадянин міста Надвірна[115], 6 травня — «Почесний громадянин міста Івано-Франківськ», 7 травня — «Почесний громадянин міста Львів»[116], 13 січня 2011 року — «Почесний громадянин міста Теребовля»[117], 24 лютого 2011 року — «Почесний громадянин міста Бережани»[118], 28 жовтня — «Почесний громадянин міста Вараша»[119].

### Мапа почесних звань
- більшого розміру — міста (з підписом, якщо населення понад 25 тис. осіб);
- меншого розміру — села, селища і смт

## Сімейне життя

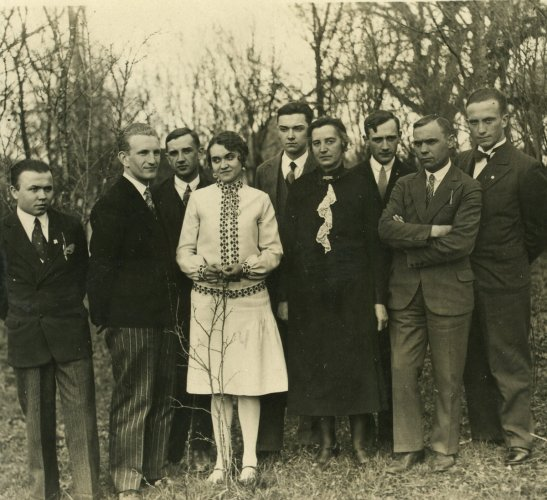
Роман Шухевич з дружиною Наталією Березинською, 1930 рік

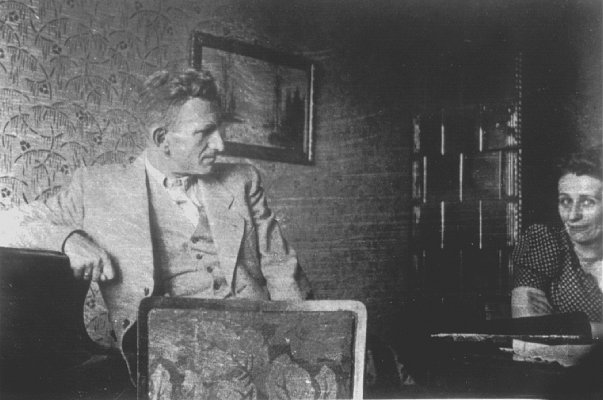
Роман Шухевич із сестрою Наталією.

У 1930, після звільнення від служби в польській армії, Роман Шухевич одружився з дочкою пароха села Оглядів, Наталією Березинською (1910 —2002). Там 28 березня 1933 у них народився син Юрій. Після окупації Західної України большевиками Наталія Шухевич із сином, щоб не потрапити в тюрму, перейшла нелегально кордон і добралася до Кракова, де зустрілась із чоловіком. Тут 16 жовтня 1940 народилася їхня дочка Марія. Під час Другої світової війни у липні 1941 Шухевич перебралася до Львова. Тут із двома дітьми проживала до арешту 17 липня 1945.

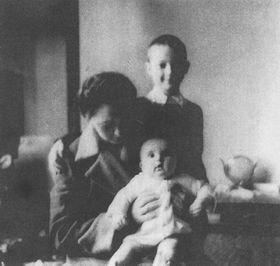
Родина Романа Шухевича: дружина Наталія, Юрко, донька Марійка.

Посада Головного Командира Української Повстанської Армії вплинула на подальшу долю родини Шухевича. Його батьків, Йосипа (1879–1948) та Євгенію (1883–1956) Шухевичів, радянські спецслужби тримали під постійним наглядом, поки ті мешкали у Львові. Коли стало зрозуміло, що МҐБ не зможе використати батька для арешту сина, то його, тяжко хворого, відправили на заслання у Кемеровську область, де він помер у 1948 р. Мати Євгенія була заслана до Казахстану, де і померла 30 червня 1956 р.
Брата Юрія (1910 — 24—26 червня 1941), інженера-геодезиста, НКВД замордувало у львівській тюрмі на вул. Лонцького (сучасна вул. С. Бандери, 1) у червні 1941 р.
Сестра Наталія (1922 — 21 лютого 2010), студентка Львівського медінституту, була заарештована 7 вересня 1940 р. і засуджена на процесі 59 членів ОУН на 10 років каторжних робіт на лісоповалі на Уралі й 5 років заслання в Казахстан, де вона познайомилася зі своїм майбутнім чоловіком, балкарцем Муталіфом Геграєвим. Після весілля подружжя переїхало на батьківщину чоловіка — до столиці Кабардино-Балкарії, Нальчик.
Дружину Шухевича Наталію заарештували 17 липня 1945 р. Обох дітей від неї забрали й віддали до дитячого будинку в м. Чорнобиль. Згодом Наталя зі своєю матір'ю Осипою також була відправлена на заслання, а діти — син Юрій та дочка Марія — були передані до дитячого будинку в Донецьку. Згодом Юрія було ув'язнено, і він перебував у таборах понад 32 роки. Сьогодні Юрій Шухевич — відомий громадсько-політичний діяч та дисидент.

## Музичні захоплення
1928 року у Львові організовується студентський квартет «Ревелєрси Євгена» («Львівські ревелєрси») під орудою Євгена Козака. За фортепіано у цьому квартеті був Роман Шухевич, а одним із солістів — його рідний брат Юрій Шухевич.

## Вшанування пам'яті
- 2003 року в околицях місця, де спалили тіло Романа Шухевича, поставили пам'ятний хрест.
- 2005 року в результаті пошуку в річці Збруч, в яких брали участь дві бригади водолазів, знайшли обгорілі людські кістки. Тепер слово за експертами, які повинні ідентифікувати ДНК останків та порівняти їх з ДНК сина генерала Шухевича — Юрія. Наразі результатів ще не має.

- 13 жовтня 2005 р. на тому місці урочисто відкрили пам'ятний знак.
- 14.10.2017 р. від імені Координаційної ради з ушанування пам'яті нагороджених Лицарів ОУН і УПА у Львові Золотий хрест заслуги УПА (№ 006) та Золотий хрест бойової заслуги УПА 1 класу (№ 006) передані Марії Шухевич-Трильовській, дочці та Юрію Шухевичу, сину Романа Шухевича — «Тараса Чупринки».

- Роман Шухевич — одна з найпопулярніших особистостей на Західній Україні. Про Шухевича знято фільм Олеся Янчука «Нескорений». Генерал-хорунжому Української Повстанської Армії присвячена пісня «Хорунжий» (слова і музика Олега Покальчука)[122].
- Іменем Шухевича названо 25 курінь УПЮ станиці Стрий.
- Також іменем Романа Шухевича названо Всеукраїнське братство ОУН-УПА імені генерал-хорунжого Романа Шухевича.
- Рішенням Рівненської обласної ради 2017 рік у Рівненській області оголошено Роком Української Повстанської Армії та головнокомандувача УПА Романа Шухевича[123]
- 2011 року рішенням Бориславської міської ради надано звання «Почесний громадянин Борислава» (посмертно)[124].

### Акції
Молодь пам'ятає Шухевича.

### Школи
16 серпня 2019 на сесії міської ради Івано-Франківську гімназію № 2 перейменовано на ліцей Івано-Франківської міської ради імені Романа Шухевича.

### Стадіони
5 березня 2021 року на сесії Тернопільської міської ради ухвалено рішення про присвоєння назви міському стадіону «Тернопільський міський стадіон імені Романа Шухевича».

### Станції
Станція Романа Шухевича у Києві

### Музеї

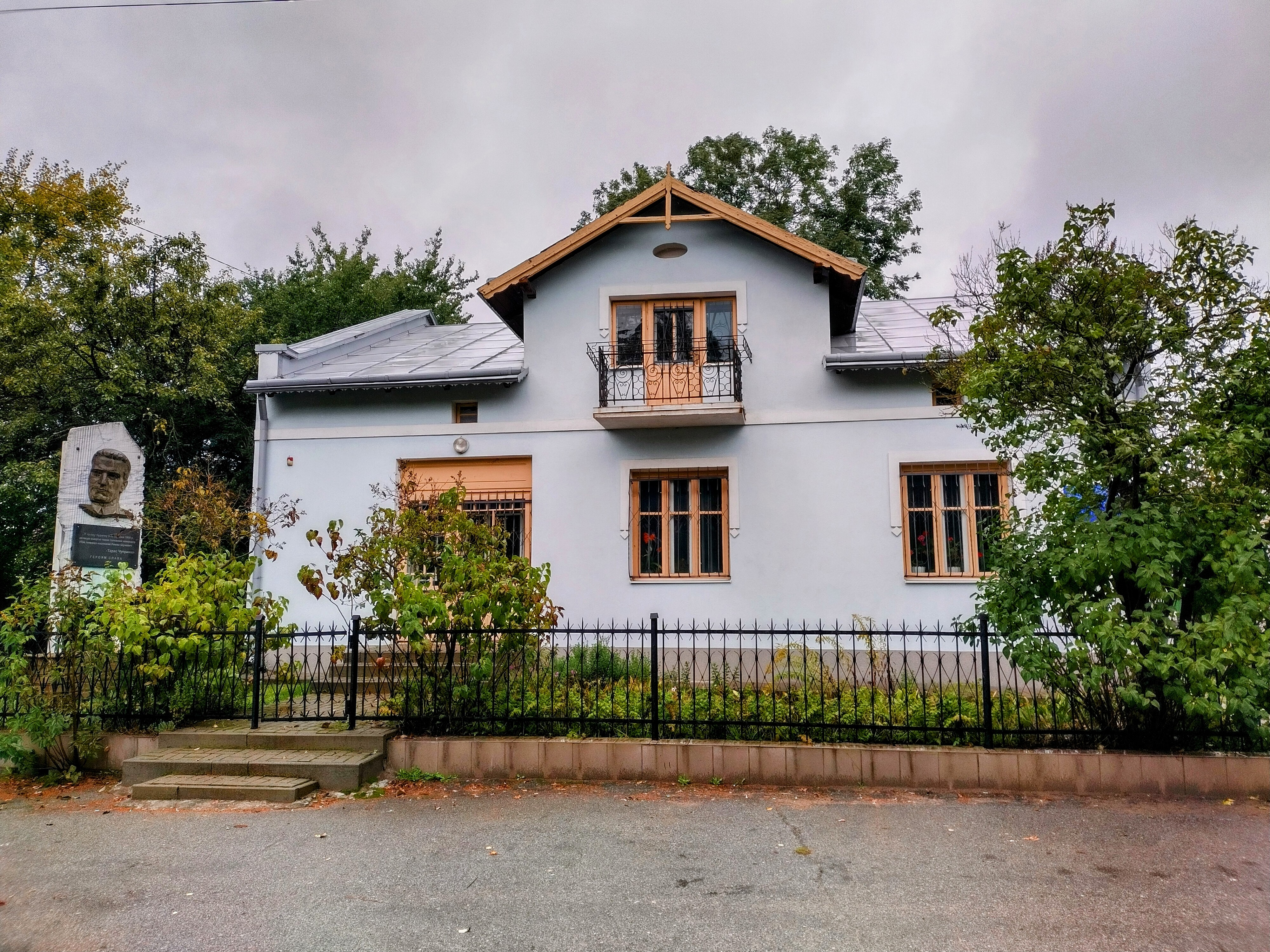
Меморіальний музей Романа Шухевича у Білогорщі

Згідно з рішенням виконавчого комітету Львівської міської ради від 20 серпня 1991 року «Про створення музею командувача УПА генерал-хорунжого Романа Шухевича», 23 жовтня 2001 року у Львові на вулиці Білогорща, 76, у колишньому підпільному штабі ОУН, де загинув Шухевич, було урочисто відкрито меморіальний музей Романа Шухевича. 5 березня 2009 року навпроти нього відкрили пам'ятник генералу (скульптор Ярослав Скакун, архітектор Володимир Сачко).

01.01.2024 унаслідок влучання російського БпЛА будівля музею була повністю зруйнована. Втрачено деякі меморіальні речі генерала: стіл, крісла, фортепіано, фотель, погруддя Романа Шухевича авторства Михайла Черешньовського та скульптура Степана Бандери авторства Ярослава Троцька. Решту Експонатів від початку повномасштабної війни перенесли в інше місце.
30 червня 2007 року у селі Тишківці Івано-Франківської області урочисто відкрили Будинок-музей родини Шухевичів.
Тоді ж відкрито музей «Конспіративна квартира Романа Шухевича у Княгиничах», що в Івано-Франківській області.
У селі Грімне Львівського району є криївка Романа Шухевича, де облаштований на його честь музей.

### Пам'ятники
- Пам'ятник Романові Шухевичу в Едмонтоні, встановлений 1973 року українською діаспорою Канади.
- Пам'ятний хрест Романові Шухевичу в селі Гуків Чемеровецького району Хмельницької області.
- Пам'ятник Романові Шухевичу в селі Тишківці Городенківського району Івано-Франківської області (26 серпня 1995)[131]. Цей монумент вважають найвеличнішим скульптурним твором на увічнення пам'яті про командира УПА не лише на Івано-Франківщині, а й в Україні (творець пам'ятника, скульптор Августин Басюк). Рішення про спорудження пам'ятника ухвалив виконком Городенківської районної ради, головою якого був Степан Максим'юк[132]
- Пам'ятник Романові Шухевичу в мікрорайоні Білогорща Залізничного району Львова[133].
- Пам'ятник Романові Шухевичу на Личаківському цвинтарі у Львові.[134].
- Пам'ятник Романові Шухевичу в селі Тюдів Косівського району Івано-Франківської області, встановлений в червні 2007 року до сторіччя з дня народження.[135].
- Пам'ятник Романові Шухевичу в селі Заболотівка Чортківського району Тернопільської області[136].
- Пам'ятник Романові Шухевичу в селі Шманьківці Чортківського району Тернопільської області.
- Меморіал «Борцям за волю України» з барельєфом Романа Шухевича в місті Моршині Львівської області[137].
- Пам'ятник Романові Шухевичу в селі Княгиничі Рогатинського району Івано-Франківської області[138].
- Пам'ятник борцям за свободу України зі скульптурою Романа Шухевича у селі Горішнє Львівської області.
- Пам'ятник Романові Шухевичу в Калуші, встановлений 30 червня 2012 року[139].
- Меморіальну дошку Роману Шухевичу встановлено у місті Хуст на Закарпатті[140]
- 15 липня 1990 року на головному майдані в селі Краковець на Львівщині було закладено пам'ятний камінь, а 1997 року на тому місці було споруджено пам‘ятник Романові Шухевичу — військовому, роботи скульптора Петра Штаєра та архітектора Володимира Блюсюка[141].
- 2015 року, напередодні 14 жовтня — Дня захисника України — на хуторі Переліски на околиці села Пукова, Рогатинського району на Івано-Франківщині освятили пам'ятний хрест. Місце обрано не випадково, оскільки саме тут, «на хаті», як казали повстанці, з осені 1945 року до літа 1946 року перебував головний командир УПА Роман Шухевич. Особливого значення події надав приїзд дітей головнокомандувача УПА — Юрія та Марії Шухевичів. Народний депутат України нащадок генерала «Чупринки» Юрій Шухевич наголосив, що до незалежності держави ми повинні ставитись як до ласки Божої, бо вона окроплена святою кров'ю славних героїв.
- 21 листопада 2017 року у Львові перед будинком на вулиці Ковельській, 50 — на місці, де колись стояла стара хата (колишня адреса — вул. Сулимирської, 4), у якій наприкінці 1940-х років знаходилася криївка головного командира УПА, генерал-хорунжого Романа Шухевича, відкрили пам'ятний знак. Монумент складається з двох блоків: на верхньому розташоване погруддя головнокомандувача УПА з інформацією про нього, а на нижньому — зображена стара хатка, на якій напис: «Підпільно-конспіративна хата Романа Шухевича. Вулиця Милятинська, 4»[142].

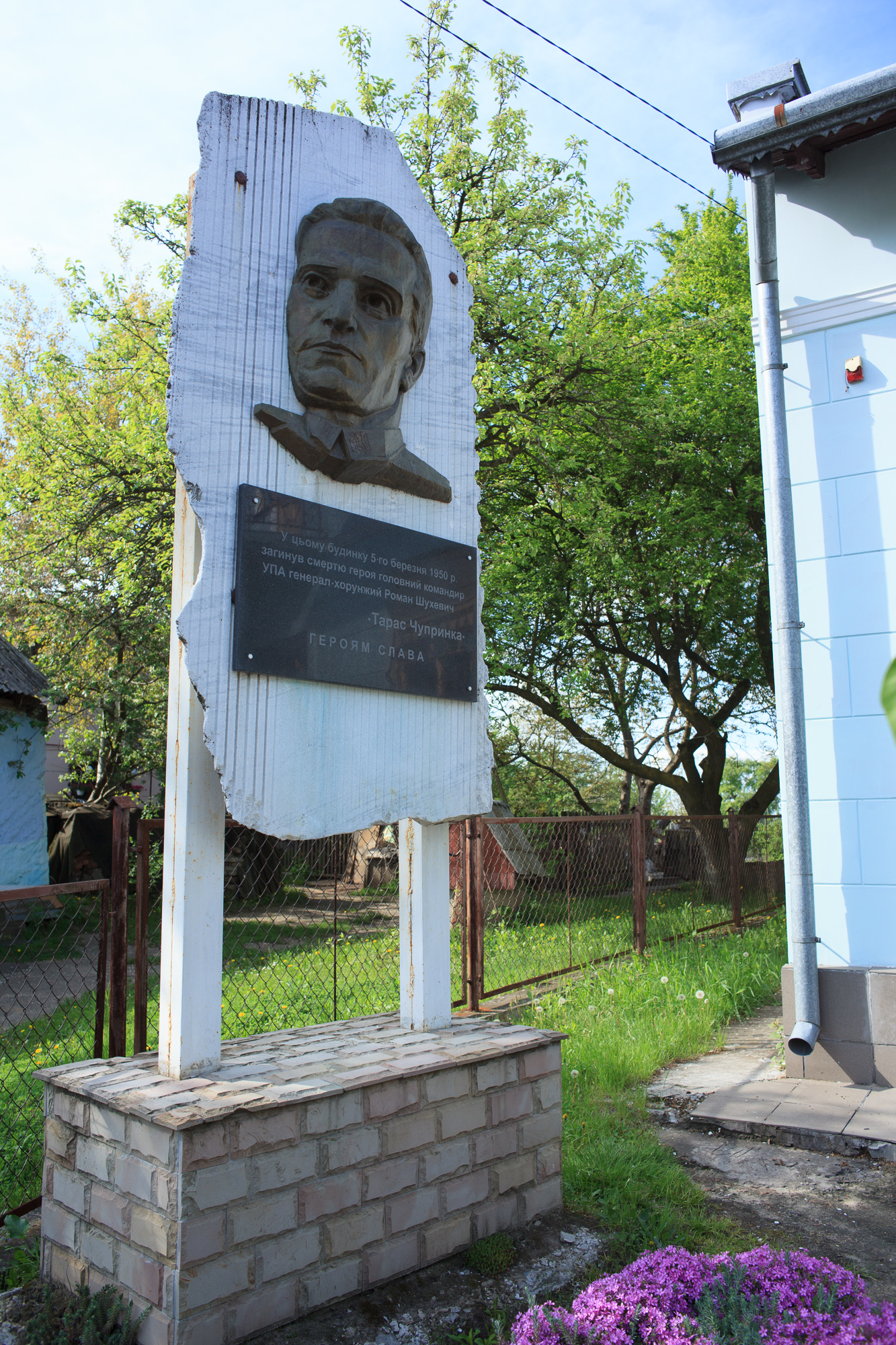
У місті Тернопіль планують встановити пам'ятник Роману Шухевичу.[143]   - Пам'ятник біля меморіального музею у Білогорщі
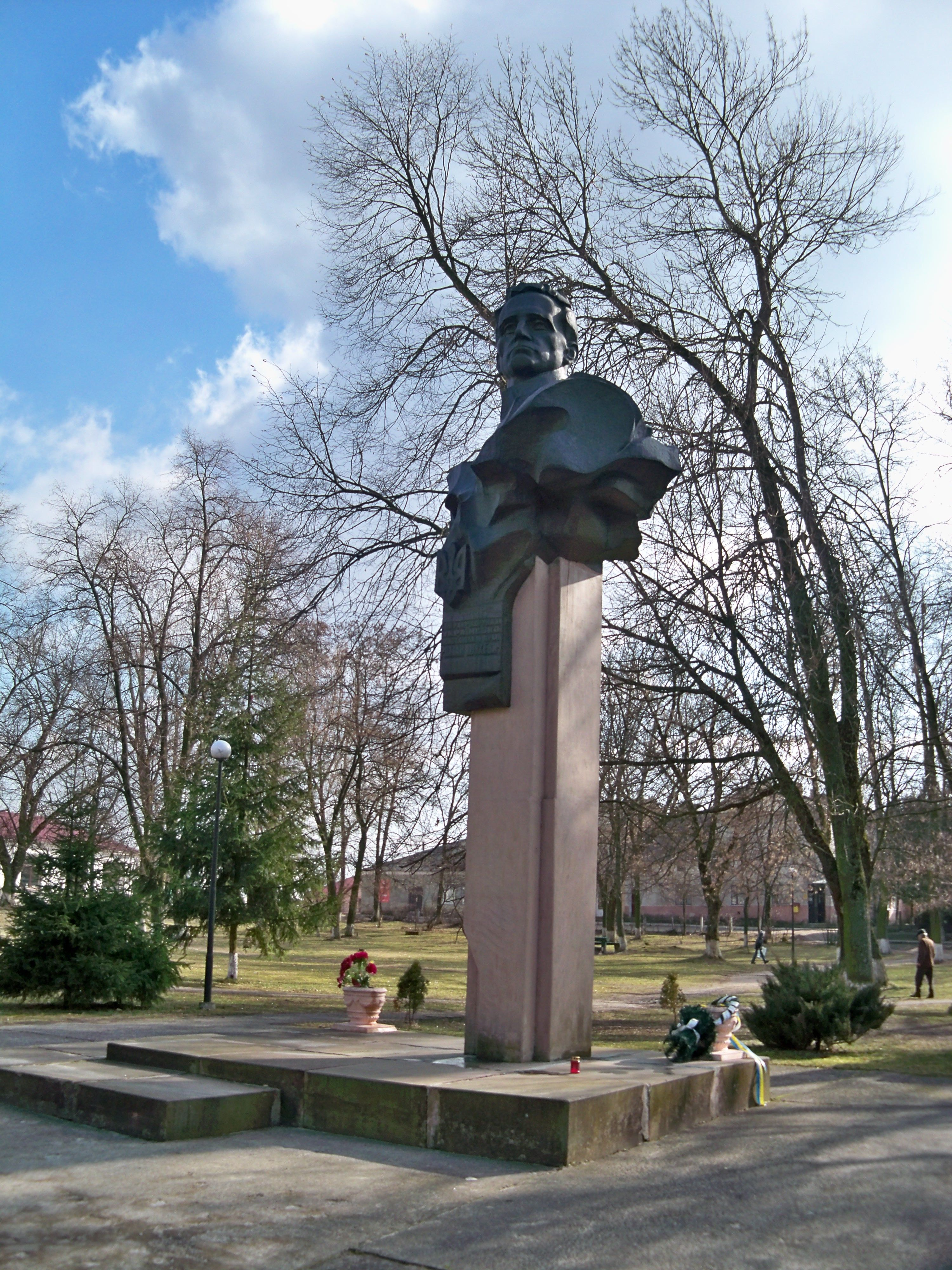
Пам'ятник у місті Краковець
  - Пам'ятник у місті Краковець

### Меморіальні дошки

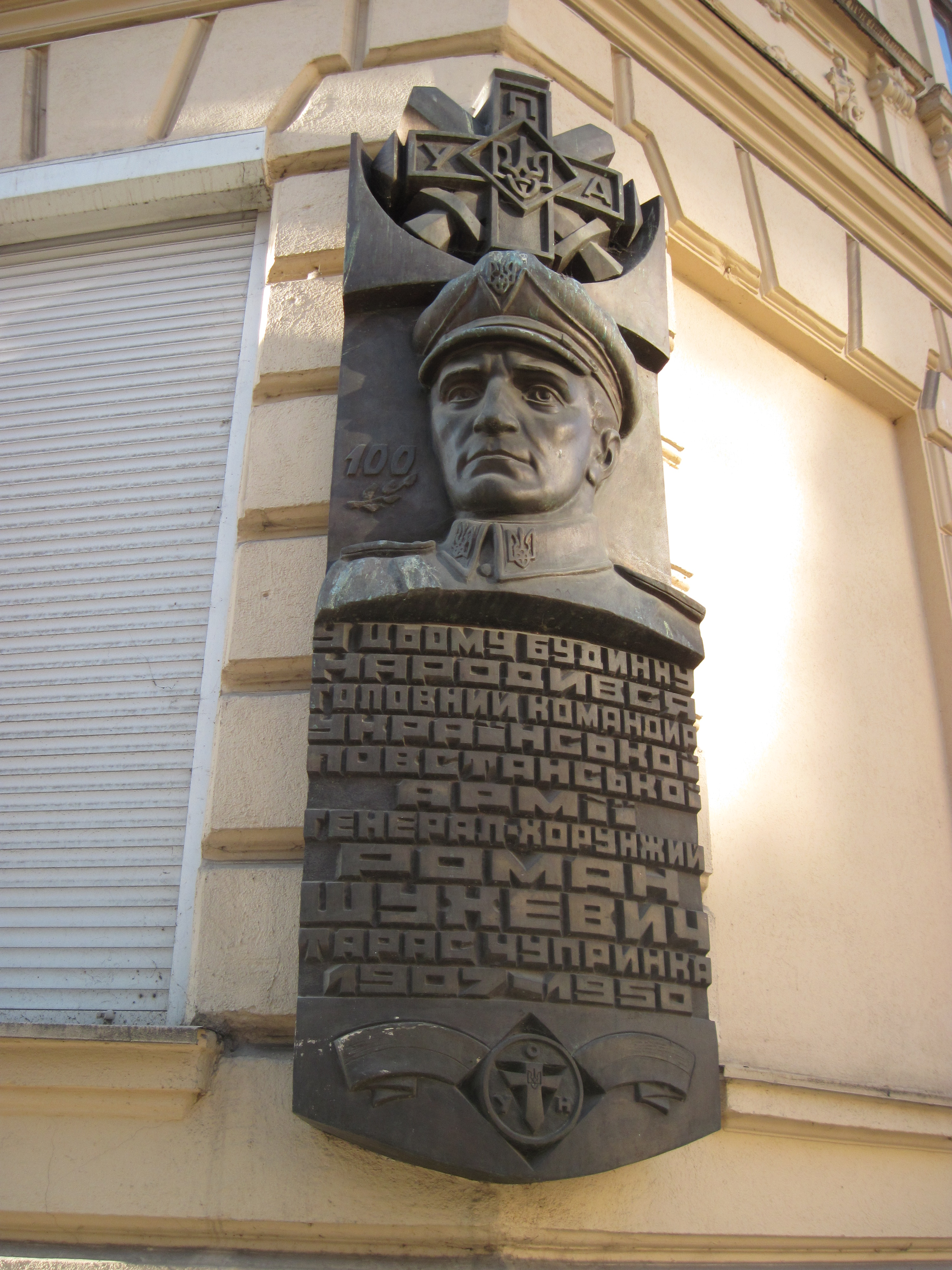
Меморіальна таблиця Романові Шухевичу, роботи скульптора Юліана Савка, встановлена 3 грудня 2007 року на фасаді будинку на вулиці Довбуша, 2 у Львові. На таблиці напис: «У цьому будинку народився головний командувач Української повстанської армії генерал-хорунжий Роман Шухевич (Тарас Чупринка) (1907—1950)».
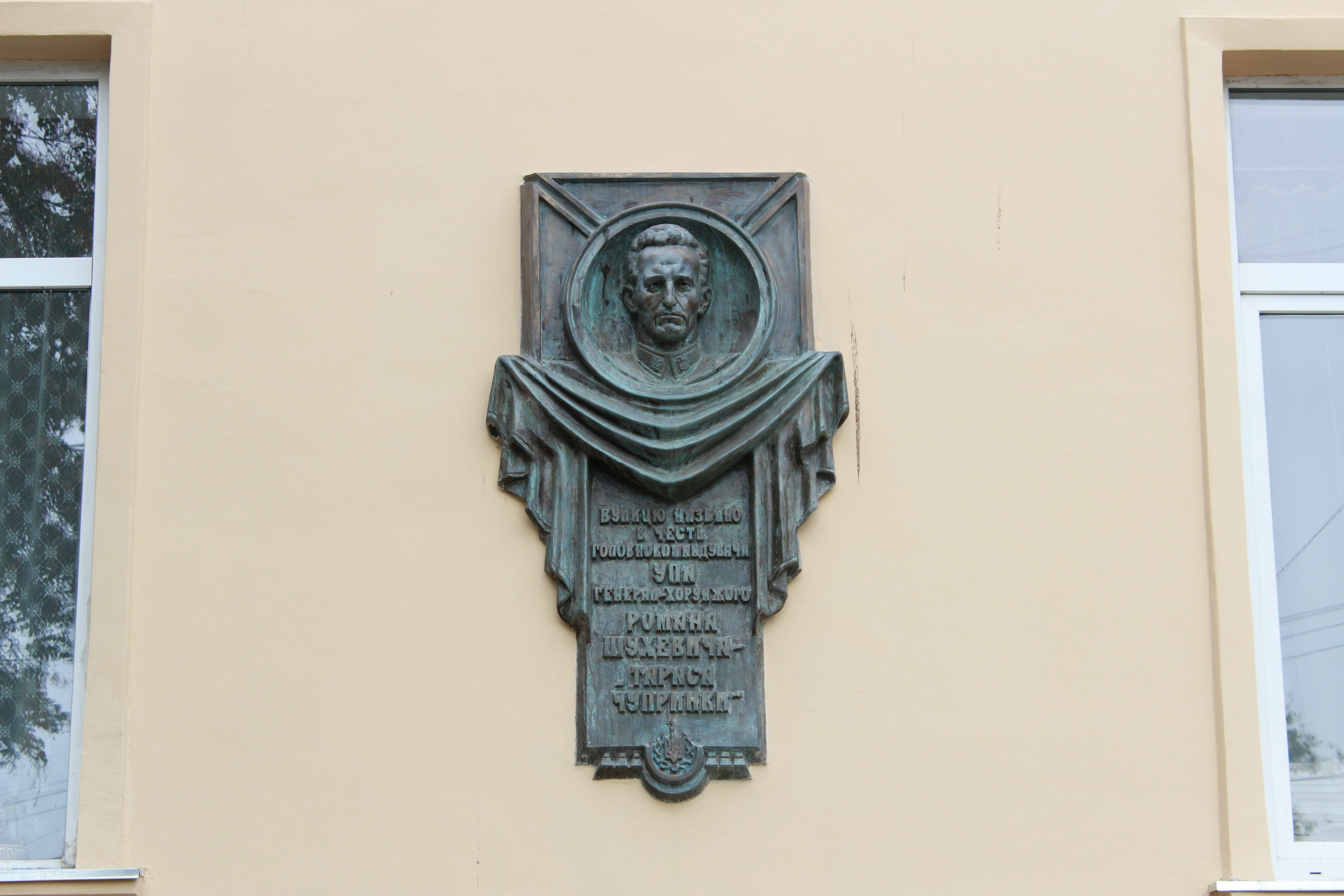
23 травня 2018 року, у День Героїв, у Хмельницькому встановлено меморіальну дошку[145].   - Меморіальна таблиця на вул. Довбуша, 2 у Львові
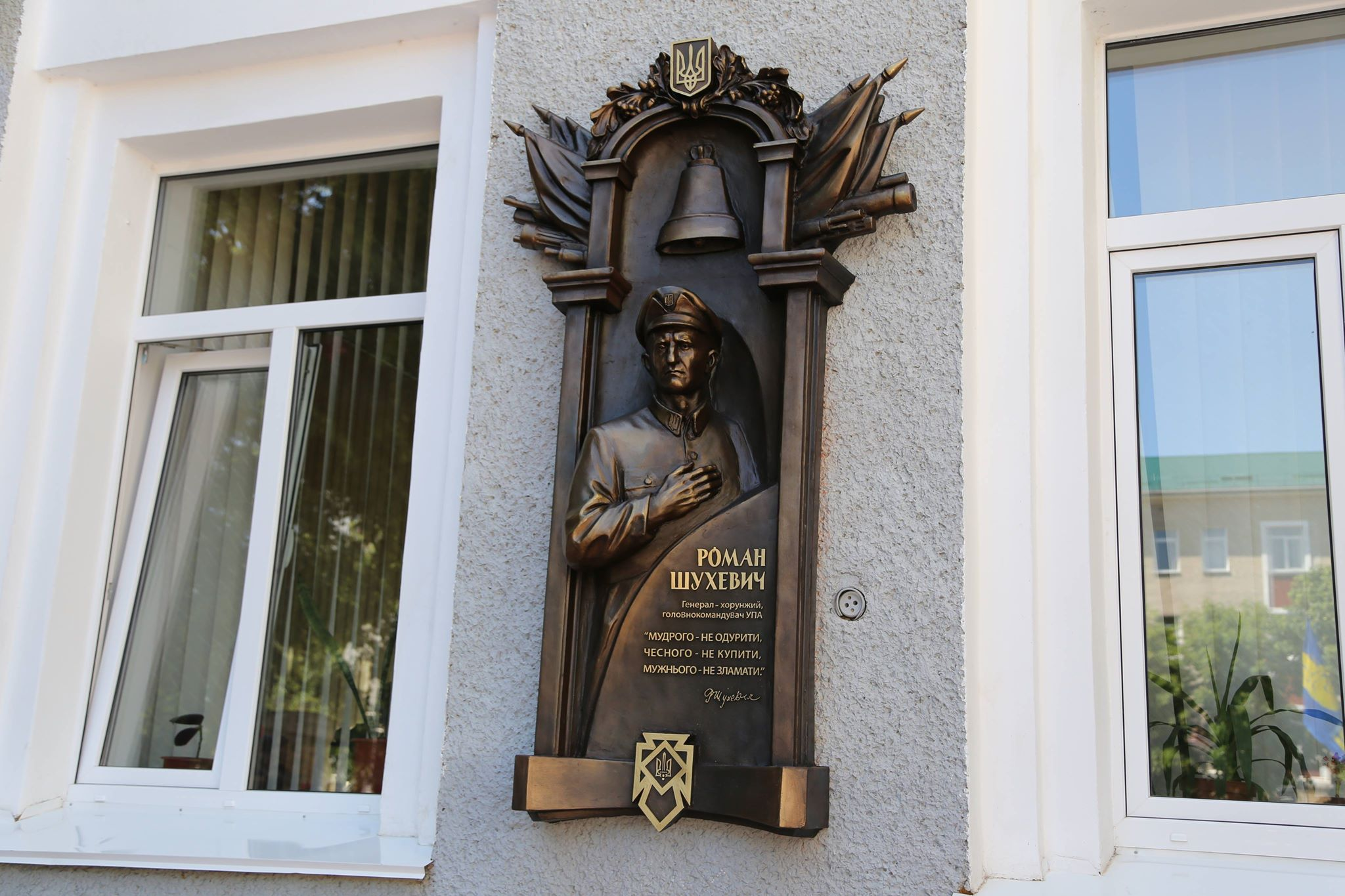
Меморіальна дошка Роману Шухевичу у місті Хмельницький
  - Меморіальна таблиця на вул. Тараса Чупринки, 1 у Львові
  - Меморіальна дошка Роману Шухевичу у місті Хмельницький

### Вулиці
- Вулиці Романа Шухевича є у декількох містах України.
- Іменем Романа Шухевича названі дві вулиці у Львові (вулиця Генерала Чупринки в Новому світі і вулиця Романа Шухевича на Білогорщі)
- 25 грудня 1990 року в Калуші перейменували вулицю Енгельса на вулицю Романа Шухевича.
- 28 лютого 2008 року з'явилась вулиця Романа Шухевича у Чернівцях[146].
- 23 серпня 2009 року з'явилась вулиця Романа Шухевича у Луцьку[147].
- 29 січня 2014 року з'явились вулиця Генерала Шухевича та провулок Генерала Шухевича у місті Шепетівці.
- В Івано-Франківську є вулиця Шухевичів, названа на честь не лише Романа, а й усієї його героїчної родини. Іменем героя названо також вулицю в селі Івано-Франківської територіальної громади Тисменичани.[148]
- В Одесі Покровський провулок (тоді — провулок Грибоєдова) був перейменований на вулицю Романа Шухевича. З цього приводу голова Одеської міськради і депутат від Народного руху України Едуард Гурвіц заявив: «Ми перейменували провулок Грибоєдова на вулицю Шухевича — ворога КДБ, який бився з каґебешниками в Західній Україні. І тепер наша СБУ розташована на розі Шухевича і Єврейської.» (ТВ-Плюс, 18 N, 1997). Після відходу Едуарда Гурвіца зі свого поста провулку було повернуто дореволюційну назву — Покровський (рішення сесії Одеської міськради № 204-XXIII від 14.09.1999). 19 травня 2016 року, відповідно до Закону України «Про засудження комуністичного та націонал-соціалістичного (нацистського) тоталітарних режимів в Україні та заборону пропаганди їхньої символіки», абзацу 2 розділу 7 «Заключні положення» Закону України «Про місцеві державні адміністрації», Одеська обласна державна адміністрація видала розпорядження № 298/А-2016, за яким вулицю Ярослава Галана в Одесі перейменовано на вулицю Романа Шухевича.
- У 2015 році на честь Романа Шухевича назвали вулиці у містах Біла Церква, Бровари[149] та Борисполі Київської області та Дніпрі[150].
- 2016 року у місті Кропивницький вулицю Шмідта перейменували на вулицю Романа Шухевича.
- 30 червня 2017 року проспект Генерала Ватутіна був перейменований на проспект Романа Шухевича у Києві.
- З 2017 року місті Кам'янець-Подільський вулицю Кулика перейменували на вулицю Романа Шухевича.[151]
- 2023 року у місті Нікополь вулицю Кутузова перейменували на вулицю Романа Шухевича.
- 2023 року у місті Черкаси вулицю 2-го Українського фронту перейменували на вулицю Романа Шухевича.[152]
- 26 липня 2024 року вулицю Жуковського в Миколаєві перейменовано на вулицю Романа Шухевича[153].
- Проспект Ватутіна в Києві у 2017 році було перейменовано на проспект Романа Шухевича.
- У багатьох містах України є Вулиця Героїв УПА, до яких належить і Роман Шухевич.

### У літературі
Роман Шухевич є одним з героїв роману «Країна Ірредента» Романа Іваничука.

## Світлини

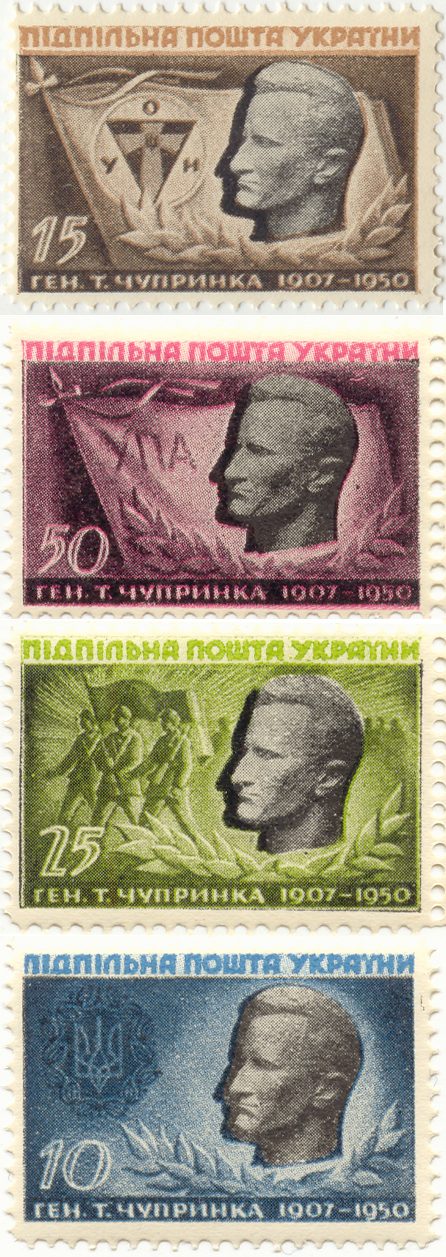
Роман Шухевич на марках Підпільної Пошти України
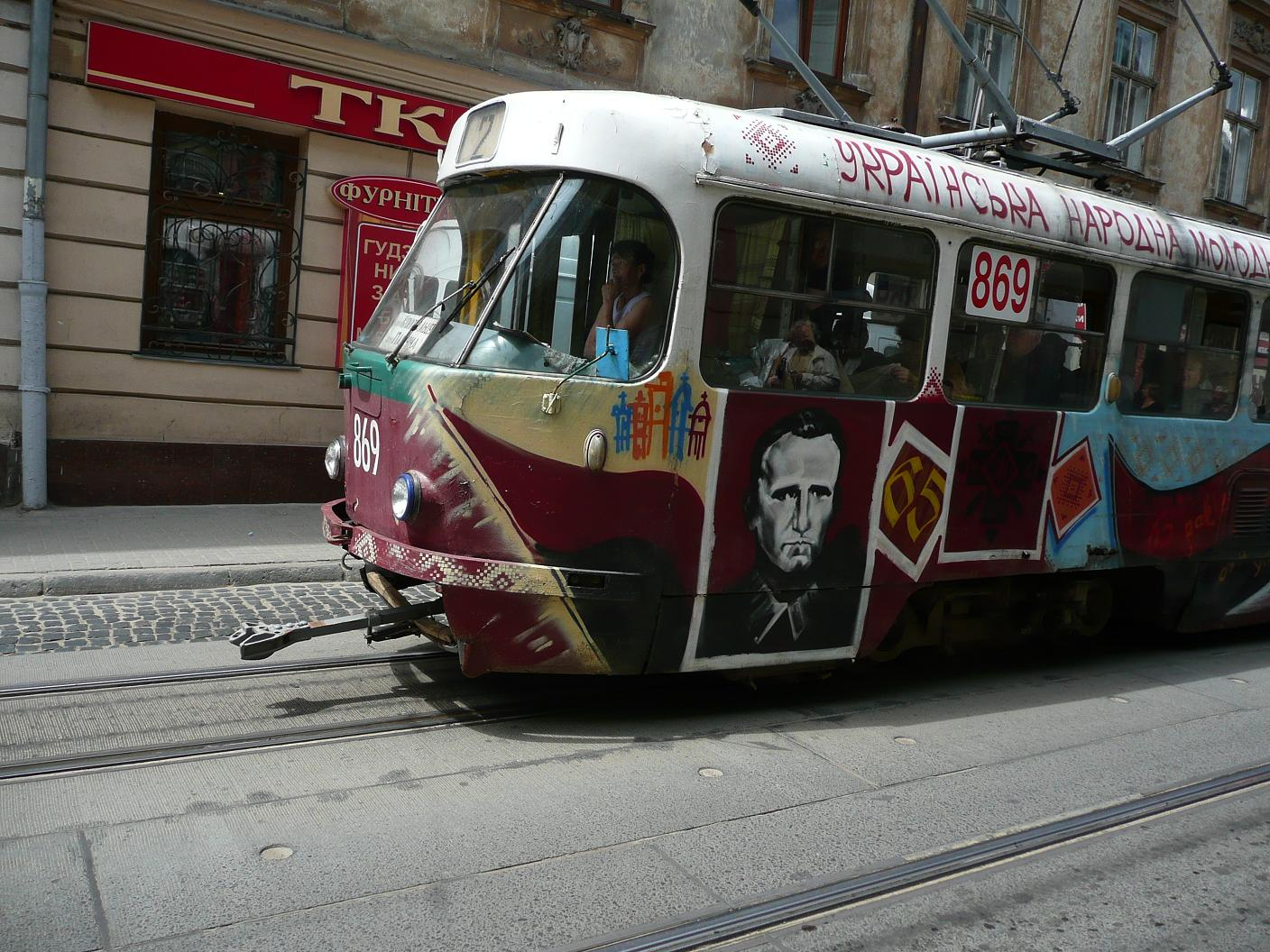
Портрет Романа Шухевича на львівському трамваї
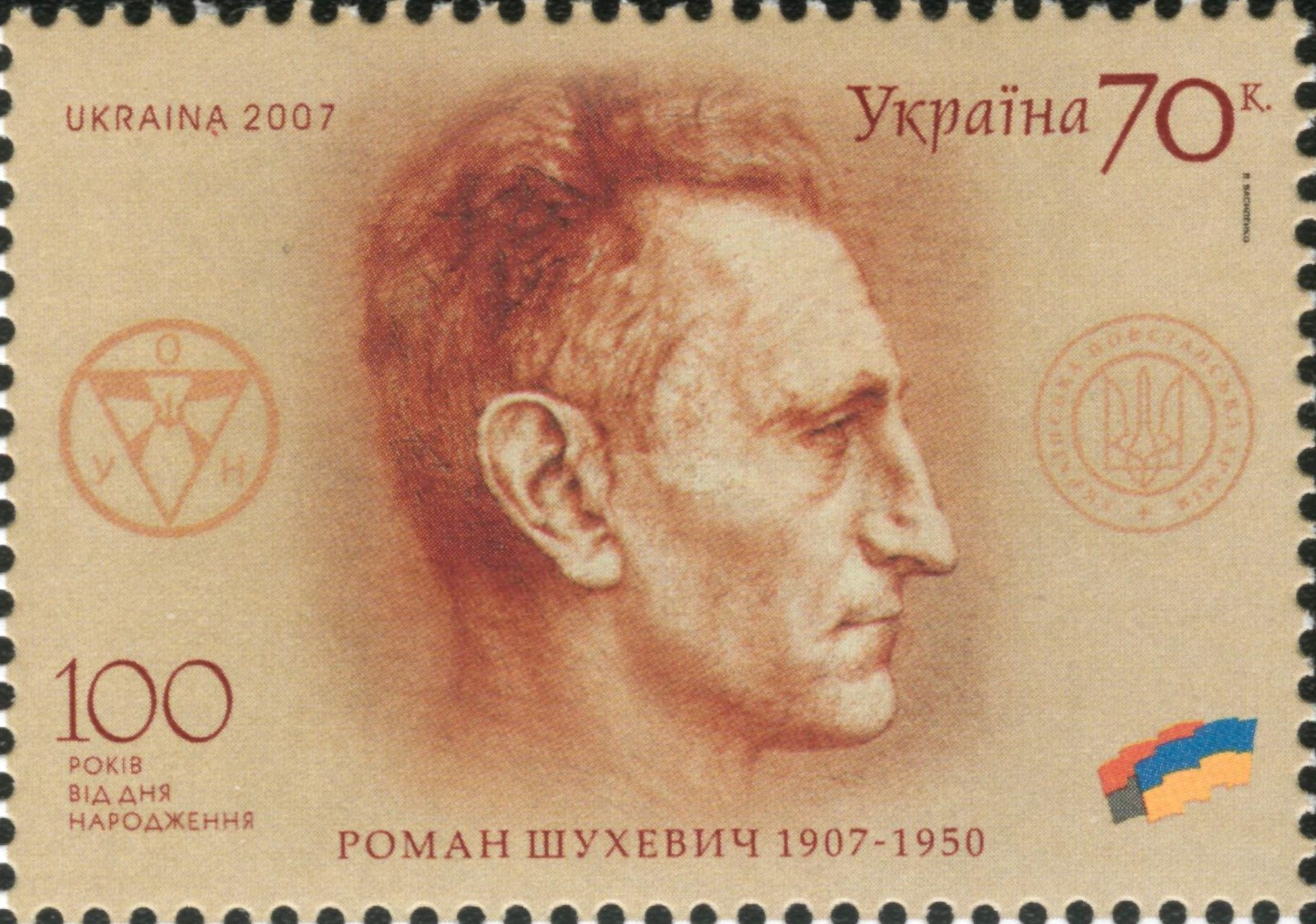
Марка 2007 року
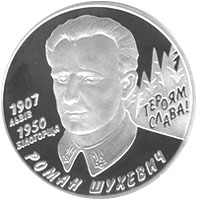
Ювілейна 5-гривнева монета із серії «Знамениті особистості України», присвячена Романові Шухевичу (2008 рік)